# Königs Erläuterungen
Königs Erläuterungen des C. Bange Verlags sind Interpretations- und Lektürehilfen für Schüler, Lehrer und andere Literaturinteressierte. Die von Wilhelm König begründete Reihe behandelt in mehr als 200 Bänden wichtige Schullektüren von antiken über klassische bis hin zu zeitgenössischen Werken.

## Geschichte
Die Reihe Königs Erläuterungen (ursprünglich Dr. Wilhelm Königs Erläuterungen zu den Klassikern) existiert bereits seit 1897. In diesem Jahr erschien der erste Band der Interpretationshilfen zu Friedrich von Schillers Wilhelm Tell. Der damalige Verleger Hermann Beyer kaufte die Rechte an der in vier Bändchen vorliegenden Reihe Dr. Wilhelm Königs Erläuterungen zu den Klassikern und war damals der einzige Verleger, der Lektürehilfen publizierte. Bis 1943 blieb die Reihe bei Beyer in Leipzig. Die Erläuterungen zählten bald zu den populärsten Werken unter den Interpretationshilfen. Bis 1933 erreichte die Reihe einen Umfang von ca. 240 Bänden.
1976 wurden an den Interpretationshilfen im Bange-Verlag zeitgemäße Änderungen und Aktualisierungen vorgenommen. Außerdem wurden sie in Königs Erläuterungen und Materialien umbenannt. Ab 2000 wurden die Erläuterungen inhaltlich komplett überarbeitet und im Layout neu gestaltet. Sie umfassen derzeit mehr als 150 Bände und stellen die umfangreichste Sammlung von Interpretationshilfen in deutscher Sprache dar.
2011 wurden Königs Erläuterungen im Zuge des 140. Verlags-Jubiläums abermals neugestaltet.
2020 wurde das Angebote mit einem Lektürehilfen-Portal noch zugänglicher. Im Portal werden die Interpretationshilfen angereichert mit einer Vielzahl an Video-, Audio-, Bild- und Textdateien.

## Konzeption
Königs Erläuterungen richten sich in erster Linie an Schüler und Lehrer. Sie sollen zur Verbesserung des Leseverständnisses beitragen, Orientierung und Zeitersparnis bei der Unterrichtsvorbereitung bieten und einen abwechslungsreichen Unterricht ermöglichen. Ihre Autoren sind Germanisten und Lehrer aus Deutschland, Österreich und der Schweiz. Die Erläuterungen werden regelmäßig überarbeitet, erweitert und den aktuellen schulischen Erfordernissen angeglichen. Sie enthalten schematische Darstellungen und Hinweise in Textkästchen an den Seitenrändern. Das Cover der kleinen Büchlein ist blau-gelb gestaltet und zeigt meist ein Bild des Autors des behandelten Werkes. Königs Erläuterungen gliedern sich grob in fünf Bereiche: Leben und Werk des Schriftstellers, Textanalyse und -interpretation, Themen und Aufgaben, Rezeptionsgeschichte und Materialien.

## Inhalt und Aufbau

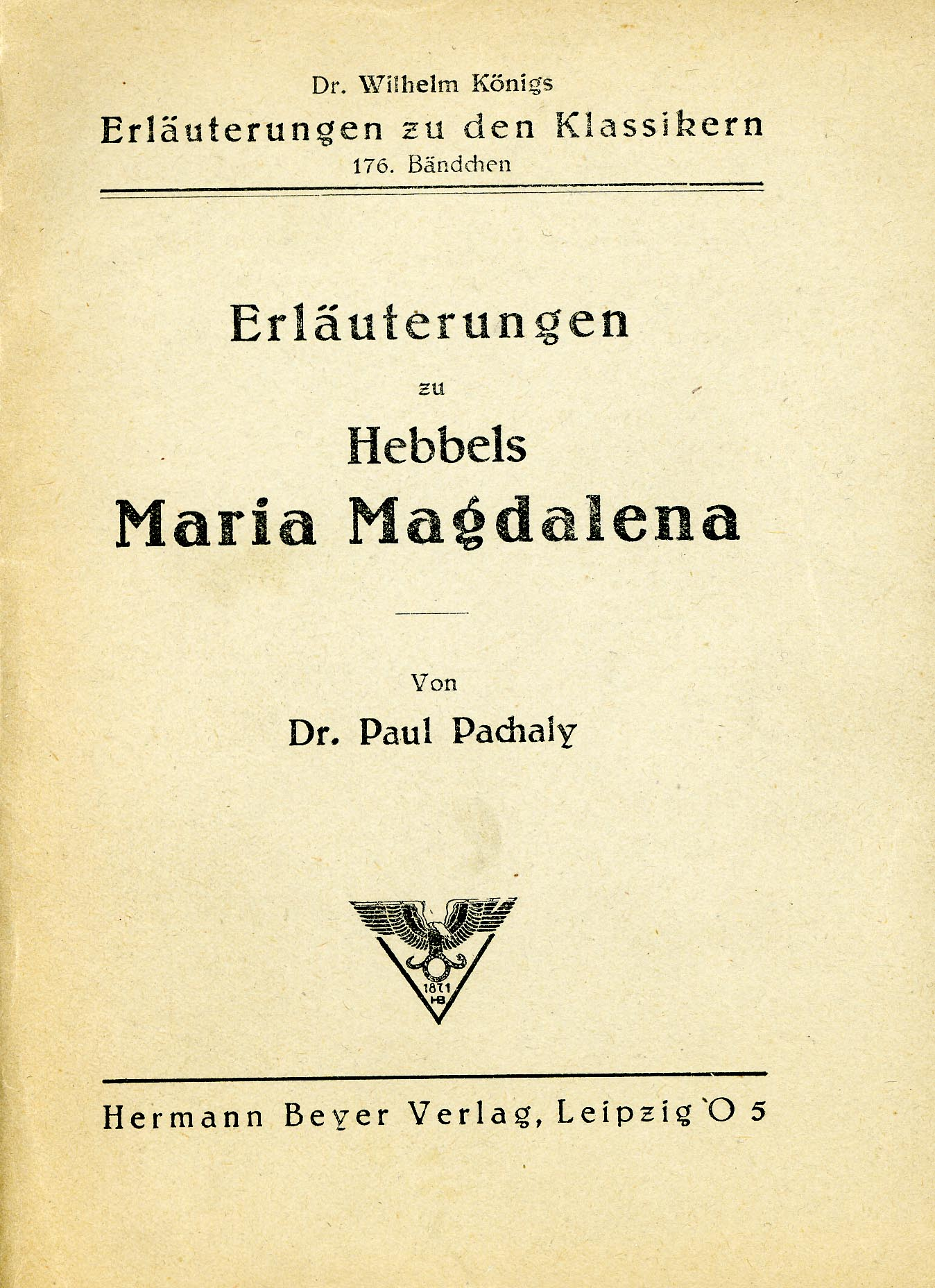
Cover einer Königs Erläuterung aus dem Jahr 1935.

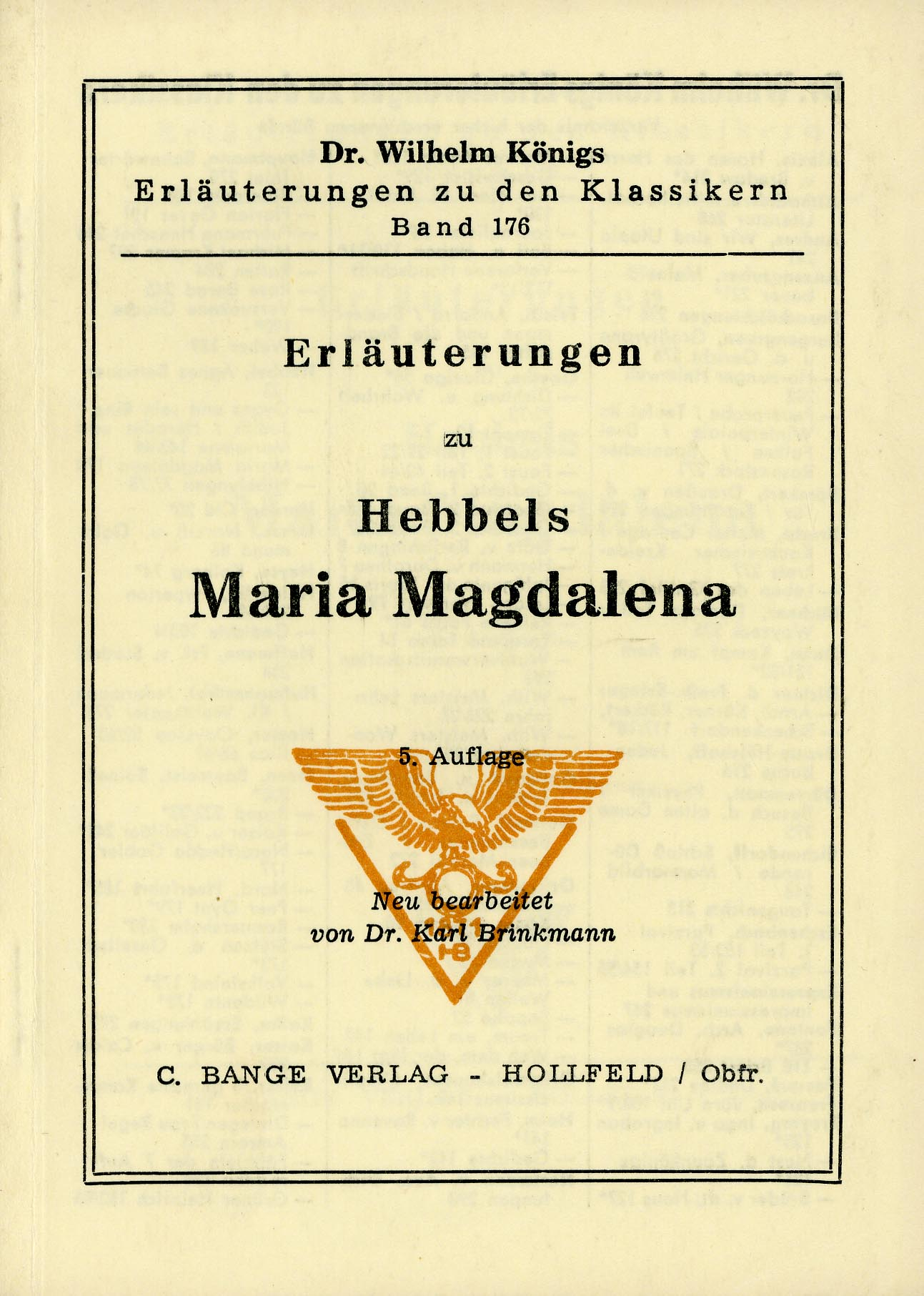
Cover einer Königs Erläuterung aus dem Jahr 1955.

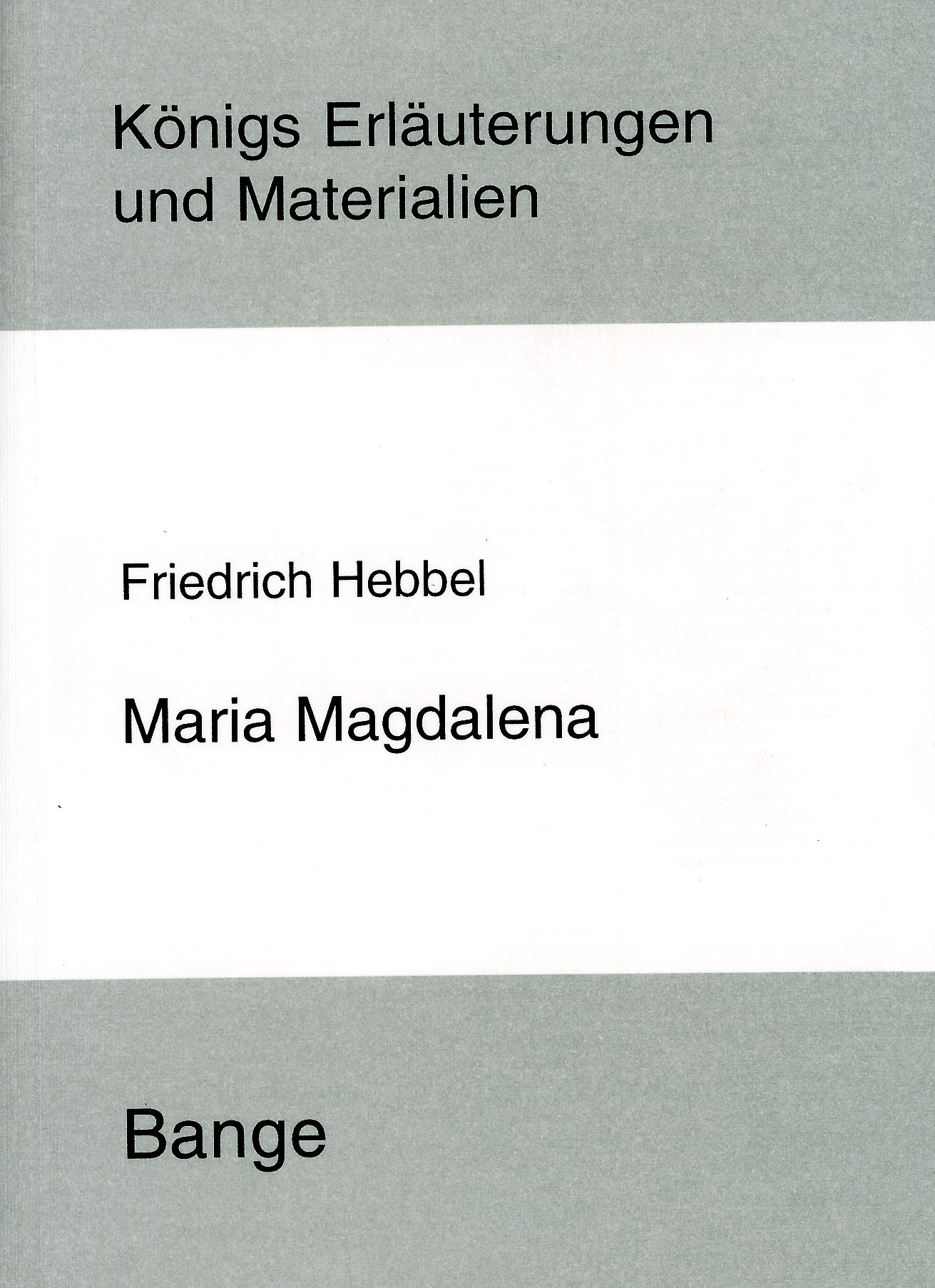
Cover einer Königs Erläuterung aus dem Jahr 1972.

In der Generation von 2000 bis 2010 (dunkelblaue Variante):

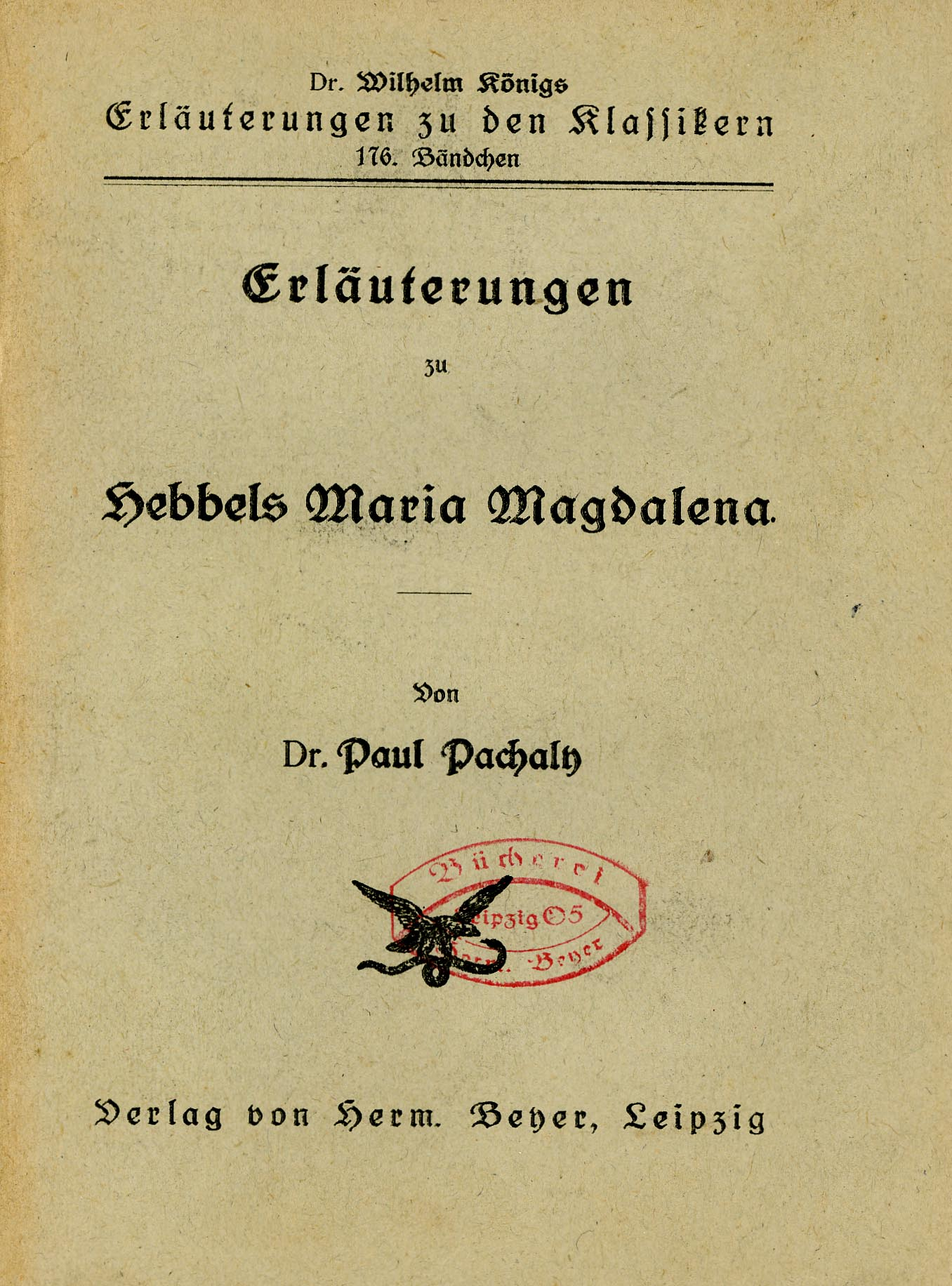
Cover einer Königs Erläuterung aus dem Jahr 1897.

Vorwort
Autor: Leben und Werk
Biografie
Zeitgeschichtlicher Hintergrund
Angaben und Erläuterungen zu wesentlichen Werken
Textanalyse und -interpretation
Entstehung und Quellen
Inhaltsangabe
Aufbau
Personenkonstellation und Charakteristiken
Sachliche und sprachliche Erläuterungen
Stil und Sprache
Interpretationsansätze
Themen und Aufgaben mit Lösungstipps
Rezeptionsgeschichte
Materialien
Literatur (unter Berücksichtigung neuer Medien)
In der Generation von 2011 bis 2022 (hellblaue Variante):
1. Das Wichtigste auf einen Blick – Schnellübersicht
2. Autor: Leben und Werk
Biografie
Zeitgeschichtlicher Hintergrund
Angaben und Erläuterungen zu wesentlichen Werken
3. Textanalyse und -interpretation
Entstehung und Quellen
Inhaltsangabe
Aufbau
Personenkonstellation und Charakteristiken
Sachliche und sprachliche Erläuterungen
Stil und Sprache
Interpretationsansätze
4. Rezeptionsgeschichte
5. Materialien
6. Prüfungsaufgaben mit Musterlösungen
Literatur
Stichwortverzeichnis
In der Generation von 2022 bis heute (mehrfarbiges Cover):
1. Das Wichtigste auf einen Blick – Schnellübersicht
2. Autor: Leben und Werk
Biografie
Zeitgeschichtlicher Hintergrund
Angaben und Erläuterungen zu wesentlichen Werken
3. Textanalyse und -interpretation
Entstehung und Quellen
Inhaltsangabe
Aufbau
Personenkonstellation und Charakteristiken
Sachliche und sprachliche Erläuterungen
Stil und Sprache
Interpretationsansätze
neu: Schlüsselstellenanalyse
4. Rezeptionsgeschichte
5. Materialien
6. Prüfungsaufgaben mit Musterlösungen
neu: Lernskizzen und Schaubilder
Literatur
Layout:
- Randspalten mit Schlüsselbegriffen
- übersichtliche Schaubilder
- neu: vierfarbiges Layout

neu: kostenloser Zugang zum digitalen Buch

## Liste der Königs Erläuterungen
Doppelnummerierungen entstanden durch Einbeziehung der ehemaligen Reihe Dr. Wilhelm Königs Erläuterungen zu den Klassikern
| Legende                                             |
| --------------------------------------------------- |
| Aktuell als Buch und E-Book.                        |
| Aktuell nur noch als E-Book.                        |
| Vergriffen bzw. nicht mehr in der Reihe erhältlich. |

| Band-Nr.    | Titel | Autor                                                                                     | Inhalt & Anmerkungen |
| ----------- | --- | ----------------------------------------------------------------------------------------- | --- |
| 1           | Wilhelm Tell | Friedrich von Schiller                                                                    | |
| 2           | Die Jungfrau von Orleans | Friedrich von Schiller                                                                    | |
| 3           | Wallenstein I | Friedrich von Schiller                                                                    | Wallensteins Lager und Die Piccolomini, aktuell in Band 440 |
| 4           | Wallenstein II | Friedrich von Schiller                                                                    | Wallensteins Tod, aktuell in Band 440 |
| 5           | Maria Stuart | Friedrich von Schiller                                                                    | |
| 6           | Don Karlos | Friedrich von Schiller                                                                    | Erschien zuerst in der Schreibweise mit C (Don Carlos) |
| 7           | Hermann und Dorothea | Johann Wolfgang von Goethe                                                                | |
| 8           | Götz von Berlichingen | Johann Wolfgang von Goethe                                                                | |
| 9           | Minna von Barnhelm | Gotthold Ephraim Lessing                                                                  | Aktuell in Band 312 |
| 10          | Nathan der Weise | Gotthold Ephraim Lessing                                                                  | |
| 11          | Herzog Ernst von Schwaben | Ludwig Uhland                                                                             | |
| 11          | Erzählungen von Edgar Allan Poe | Edgar Allan Poe                                                                           | Die Verabredung / Ligeia / Monos und Una / Der entwendete Brief / William Wilson |
| 12          | Egmont | Johann Wolfgang von Goethe                                                                | |
| 13          | Die Braut von Messina | Friedrich von Schiller                                                                    | |
| 14          | Torquato Tasso | Johann Wolfgang von Goethe                                                                | |
| 15          | Iphigenie auf Tauris | Johann Wolfgang von Goethe                                                                | |
| 16          | Emilia Galotti | Gotthold Ephraim Lessing                                                                  | |
| 17          | Zriny | Theodor Körner                                                                            | |
| 17          | Peter Camenzind / Unterm Rad / Knulp                                                                                                | Hermann Hesse                                                                             | |
| 17          | Unterm Rad | Hermann Hesse                                                                             | |
| 18          | Gedichte von Friedrich Schiller Teil I                                                                                              | Friedrich von Schiller                                                                    | Hektor’s Abschied, Die Schlacht, Graf Eberhard der Greiner, Lieb an die Freude, Die Götter Griechenlandes, Die Künstler, Der Alpenjäger, Klage der Ceres, Das eleusische Fest, Der Ring des Polykrates, Die Kraniche des Ibykus |
| 18          | Amphitryon | Plautus, Molière, John Dryden, Heinrich von Kleist, Jean Giraudoux und Georg Kaiser       | Der Mythos Amphitryon und seine Behandlungen: Plautus: Amphitruo, Moliere: Amphitryon, Dryden: Die beiden Sosias, Kleist: Amphitryon, Giraudoux: Amphitryon 38, Kaiser: Zweimal Amphitryon |
| 19          | Gedichte von Friedrich Schiller Teil II                                                                                             | Friedrich von Schiller                                                                    | Die Bürgschaft, Der Taucher, Der Kampf mit dem Drachen, Der Gang nach dem Eisenhammer, Der Graf von Habsburg, Der Handschuh, Das verschleierte Bild zu Sais, Das Lied von der Glocke |
| 19          | Ausgewählte Gedichte – Der junge Schiller bis 1789 – Band 1                                                                         | Friedrich von Schiller                                                                    | Der Abend, Der Eroberer, Elegie auf den Tod eines Jünglings, Das Geheimnis der Reminiszenz, Phantasie an Laura, Die Kindsmörderin, An die Parzen, Freigeisterei der Leidenschaft und Resignation, Die Götter Griechenlandes, Die Künstler |
| 20          | Goethes Gedichte. Teil 1 | Johann Wolfgang von Goethe                                                                | Mailied, An den Mond, Rastlose Liebe, Schäfers Klagelied, Meeresstille, Glückliche Fahrt, Wandrers Nachtlied I. & II., Lieder Mignons I.-IV., Lieders des Harfners I.-III., |
| 20          | Goethes Gedichte (1749–1775) | Johann Wolfgang von Goethe                                                                | Ziblis. Eine Erzählung, Das Schreien, Das Sesenheimer Liederbuch, Mit einem gemalten Band, Willkommen und Abschied; Erwache, Friederike, Mailied, Die großen Hymnen, Wanderers Sturmlied, Der Wanderer, Mahomets Gesang, Prometheus, Ganymed, An Schwager Kronos, Die Künstlergedichte, Künstler’s Abendlied oder Lied des physiognomischen Zeichners, Künstler’s Morgenlied, Balladen, Heidenröslein, Das Veilchen, Der König in Thule, Gelegenheitsgedichte, Pilgers Morgenlied. An Lila, Lili; Neue Liebe, neues Leben, An Belinden; An ein goldenes Herz, das er am Halse trug und Lilis Park, Auf dem See, Herbstgefühl |
| 21          | Faust I | Johann Wolfgang von Goethe                                                                | |
| 22          | Prinz Friedrich von Homburg | Heinrich von Kleist                                                                       | Jetzt Band 451 |
| 23          | Die Verschwörung des Fiesco zu Genua                                                                                                | Friedrich von Schiller                                                                    | |
| 24          | Gedichte von Uhland | Ludwig Uhland                                                                             | Siegfrieds Schwert, Klein Roland, Roland Schildträger, König Karls Meerfahrt, Die Kaiserwahl, Die Rache, Der Schenk vom Limburg, Schwäbische Kunde, Graf Eberhard der Rauschebart (Der Überfall im Wildbad, Die drei Könige zu Heimsen, Die Schlacht bei Reutlingen, Die Dössinger Schlacht), Bertran de Born, Tailleser, Der blinde König, Das Glück von Edenhall, Des Sängers Fluch, |
| 24          | Die Perser | Aischylos                                                                                 | |
| 25          | Der Cid | Johann Gottfried Herder                                                                   | |
| 25          | Don Juan oder Die Liebe zur Geometrie                                                                                               | Max Frisch                                                                                | |
| 26          | Die Hermannsschlacht | Heinrich von Kleist                                                                       | |
| 27          | Julius Cäsar | William Shakespeare                                                                       | |
| 28          | Die Räuber | Friedrich von Schiller                                                                    | |
| 29          | Käthchen von Heilbronn | Heinrich von Kleist                                                                       | |
| 30          | Der zerbrochene Krug | Heinrich von Kleist                                                                       | |
| 31          | Kabale und Liebe | Friedrich von Schiller                                                                    | |
| 32          | Der Kaufmann von Venedig – The Merchant of Venice                                                                                   | William Shakespeare                                                                       | |
| 33/34       | Laokoon | Gotthold Ephraim Lessing                                                                  | |
| 33/34       | Wie es euch gefällt und Was ihr wollt                                                                                               | William Shakespeare                                                                       | |
| 35          | Richard II. | William Shakespeare                                                                       | |
| 36          | Oberon | Christoph Martin Wieland                                                                  | |
| 37          | Ludwig der Baier | Ludwig Uhland                                                                             | |
| 38          | Luise und Der siebzigste Geburtstag                                                                                                 | Johann Heinrich Voß                                                                       | |
| 38          | Der arme Spielmann | Franz Grillparzer                                                                         | |
| 39          | Hamlet | William Shakespeare                                                                       | |
| 40          | Coriolanus | William Shakespeare                                                                       | |
| 41          | Antigone | Sophokles                                                                                 | |
| 42          | Iphigenie bei den Taurern | Euripides                                                                                 | |
| 42          | Der Richter und sein Henker und Der Verdacht                                                                                        | Friedrich Dürrenmatt                                                                      | Der Verdacht nun mit eigenem Band, Nr. 438. |
| 42          | Der Richter und sein Henker | Friedrich Dürrenmatt                                                                      | |
| 43/44       | Faust II | Johann Wolfgang von Goethe                                                                | |
| 43          | Faust II | Johann Wolfgang von Goethe                                                                | |
| 45          | Macbeth | William Shakespeare                                                                       | Jetzt Band 117 |
| 46          | König Ödipus | Sophokles                                                                                 | |
| 47          | Ödipus auf Kolonos | Sophokles                                                                                 | |
| 47          | Der Tod in Venedig | Thomas Mann                                                                               | |
| 48          | Die Ahnfrau | Franz Grillparzer                                                                         | |
| 49/50/51    | Oden und Epigramme | Friedrich Gottlieb Klopstock                                                              | |
| 52          | Sappho | Franz Grillparzer                                                                         | |
| 53          | Das goldene Vlies: 3. Teil – Medea                                                                                                  | Franz Grillparzer                                                                         | 1. & 2. Teil siehe Band 89 |
| 54          | Kudrun |                                                                                           | Das zweite große Heldenepos der mittelalterlichen deutschen Literatur neben dem Nibelungenlied. |
| 55          | Romeo und Julia – Romeo and Juliet                                                                                                  | William Shakespeare                                                                       | |
| 56          | Clavigo | Johann Wolfgang von Goethe                                                                | |
| 57          | Miss Sara Sampson | Gotthold Ephraim Lessing                                                                  | |
| 58          | Richard III | William Shakespeare                                                                       | |
| 59/60       | Odyssee | Homer                                                                                     | |
| 61          | Reineke Fuchs | Johann Wolfgang von Goethe                                                                | |
| 61          | Der Fremde – L’Étranger & Der Fall – La Chute                                                                                       | Albert Camus                                                                              | |
| 61          | Der Fremde – L’Étranger | Albert Camus                                                                              | |
| 62/63       | Hamburgische Dramaturgie | Gotthold Ephraim Lessing                                                                  | |
| 64          | Gedichte von Friedrich Schiller Teil III                                                                                            | Friedrich von Schiller                                                                    | Resignation, Die Ideale, Das Ideal und das Leben, Das Mädchen aus der Fremde, Pegasus im Joche, Die Teilung der Erde, Die Worte des Glaubens, Die Worte des Wahns, Die Geschlechter, Würde der Frauen |
| 62          | Deutschland. Ein Wintermärchen, Die Harzreise und 20 ausgewählte Gedichte                                                           | Heinrich Heine                                                                            | Belsazar, Im wunderschönen Monat Mai, Ein Jüngling liebt ein Mädchen, Sie saßen und tranken am Teetisch, Mir träumte wieder der alte Traum, Ich weiß nicht, was soll es bedeuten, Mein Herz, mein Herz ist traurig, Wir saßen am Fischerhause, Da droben auf jenem Berge, Die Jahre kommen und gehen, Mein Kind, wir waren Kinder, Der Tod, das ist die kühle Nacht, Die Ilse, Die Götter Griechenlands, Im Hafen, Leise zieht durch mein Gemüt, Das Fräulein stand am Meere, Nachtgedanken, Wenn junge Herzen brechen, Die schlesischen Weber |
| 62          | Deutschland. Ein Wintermärchen | Heinrich Heine                                                                            | |
| 63/64       | Ausgewählte Gedichte – Der späte Schiller (1789–1805) – Band 2                                                                      | Friedrich von Schiller                                                                    | Der Tanz, Der Spaziergang, Der Genius, Das Ideal und das Leben, Würde der Frauen, Sprüche des Konfuzius, Xenien, Dithyrambe, Die Worte des Glaubens, Hoffnung, Das Glück, Die Worte des Wahns, Nänie, Sehnsucht, Der Pilgrim, Die vier Weltalter, Kassandra |
| 65          | König Lear | William Shakespeare                                                                       | |
| 65          | König Lear und Der Sturm | William Shakespeare                                                                       | |
| 66/67       | Heinrich der Vierte | William Shakespeare                                                                       | |
| 68/69       | Ilias | Homer                                                                                     | |
| 70          | Leier und Schwert | Theodor Körner                                                                            | |
| 70          | Romane, Erzählungen und Kurzgeschichten von Heinrich Böll                                                                           | Heinrich Böll                                                                             | Wo warst du, Adam?, Und sagte kein einziges Wort, Haus ohne Hüter, Billard um halb zehn, Ansichten eines Clowns, Der Zug war pünktlich, So ein Rummel!, Die ungezählte Geliebte, Wir Besenbinder, Mein trauriges Gesicht, Der Tod der Elsa Baskoleit, Die Waage der Baleks, Nicht nur zur Weihnachtszeit, Unberechenbare Gäste, Das Brot der frühen Jahre, Der Lacher, Im Tal der donnernden Hufe, Dr. Murkes gesammeltes Schweigen, Irisches Tagebuch, Als der Krieg ausbrach, Als der Krieg zu Ende war, Entfernung von der Truppe, Ende einer Dienstfahrt |
| 71          | Die Frithiofsage | Esaias Tegnér                                                                             | |
| 72/73       | Dichtung und Wahrheit | Johann Wolfgang von Goethe                                                                | |
| 74          | Colberg | Paul Heyse                                                                                | |
| 75          | Othello | William Shakespeare                                                                       | |
| 76          | Die Journalisten | Gustav Freytag                                                                            | |
| 77/78       | Die Nibelungen | Friedrich Hebbel                                                                          | |
| 79          | Die Leiden des jungen Werther | Johann Wolfgang von Goethe                                                                | |
| 80          | Ein Sommernachtstraum | William Shakespeare                                                                       | |
| 81          | Des Meeres und der Liebe Wellen | Franz Grillparzer                                                                         | |
| 82/83       | Der Messias | Friedrich Gottlieb Klopstock                                                              | |
| 82          | Kalendergeschichten | Bertolt Brecht                                                                            | Der Augsburger Kreidekreis, Die zwei Söhne, Das Experiment, Der Mantel des Ketzers, Cäsar und sein Legionär, Der Soldat von La Ciotat, Der verwundete Sokrates, Die unwürdige Greisin |
| 84          | Libussa | Franz Grillparzer                                                                         | |
| 85          | Ein Bruderzwist im Hause Habsburg                                                                                                   | Franz Grillparzer                                                                         | |
| 86          | Gyges und sein Ring | Friedrich Hebbel                                                                          | |
| 86          | Narziß und Goldmund | Hermann Hesse                                                                             | |
| 87          | Michael Kohlhaas | Heinrich von Kleist                                                                       | |
| 87          | Michael Kohlhaas und Robert Guiskard                                                                                                | Heinrich von Kleist                                                                       | |
| 88/89       | Gedichte | Walther von der Vogelweide                                                                | Naturlieder, Minnelieder, Politische Lieder |
| 90          | Das goldene Vlies: 1. & 2. Teil – Der Gastfreund und Die Argonauten                                                                 | Franz Grillparzer                                                                         | 3. Teil siehe Band 53 |
| 91/92       | Demetrius | Friedrich von Schiller                                                                    | |
| 90/91       | Erzählungen | Siegfried Lenz                                                                            | Das Feuerschiff, Lukas, sanftmütiger Knecht, Stimmungen der See, Jäger des Spotts, Der Läufer, Drüben auf den Inseln, Nur auf Sardinien |
| 92          | Deutschstunde | Siegfried Lenz                                                                            | |
| 93          | Gedichte von Friedrich Schiller Teil IV                                                                                             | Friedrich von Schiller                                                                    | Poesie des Lebens, Der Genius, Kassandra, Das Siegesfest, Das verschleierte Bild zu Sais, Pompeji und Herculaneum, Der Spaziergang |
| 93          | Ausgewählte Gedichte – Band 3: Schillers Balladen                                                                                   | Friedrich von Schiller                                                                    | Hektors Abschied, Der Handschuh, Der Ring des Polykrates, Die Kraniche des Ibykus, Der Taucher, Die Bürgschaft, Der Kampf mit dem Drachen, Das Lied von der Glocke, Der Graf von Habsburg, Der Pilgrim |
| 93          | Ausgewählte Balladen mit Balladentexten                                                                                             | Friedrich von Schiller                                                                    | Das verschleierte Bild von Sais, Der Taucher, Der Handschuh, Der Ring des Polykrates, Die Kraniche des Ibykus, Der Kampf mit dem Drachen, Die Bürgschaft, Das Lied von der Glocke, Kassandra, Der Graf von Habsburg |
| 94/95       | Nibelungenlied |                                                                                           | |
| 94          | Nibelungenlied |                                                                                           | Das Nibelungenlied ist ein mittelalterliches Heldenepos. |
| 96          | Philoktetes | Sophokles                                                                                 | |
| 97          | Elektra | Sophokles                                                                                 | |
| 98          | König Ottokars Glück und Ende | Franz Grillparzer                                                                         | |
| 99          | Der Erbförster | Otto Ludwig                                                                               | |
| 99          | Lyrik und Prosa von Gottfried Benn                                                                                                  | Gottfried Benn                                                                            | Aktueller Titel zum Thema als Königs Erläuterungen Spezial: Benn. Das lyrische Schaffen |
| 100         | Die Makkabäer | Otto Ludwig                                                                               | |
| 101/102     | Geschichte des Abfalls der vereinigten Niederlande von der spanischen Regierung                                                     | Friedrich von Schiller                                                                    | |
| 101/102     | Die Stützen der Gesellschaft und Ein Volksfeind                                                                                     | Henrik Ibsen                                                                              | Ein Volksfeind nun mit eigenem Band, Nr. 411. |
| 103/104     | Lichtenstein | Wilhelm Hauff                                                                             | |
| 103/104     | Ausgewählte Gedichte von Hölderlin                                                                                                  | Friedrich Hölderlin                                                                       | Der Gott der Jugend, An die Natur, Diotima, Die Eichbäume, An den Aether, Abbitte; Geh unter, schöne Sonne; Lebenslauf, Der Mensch, Hyperions Schicksalslied, An die Parzen, Heidelberg, Gesang des Deutschen, Der Archipelagus, Brod und Wein, Wie wenn am Feiertage, Der Rhein, Die Friedensfeier, Der Einzige, Patmos, Andenken, Hälfte des Lebens, Das Angenehme dieser Welt, An Zimmern (Die Linien des Lebens …) |
| 105         | Ausgewählte Gedichte von Platen | August Graf von Platen                                                                    | Erinnerung, Mädchens Nachruf, Am Rhein, Wenn des Gottes letzter milder Schimmer etc., Süß ist der Schlaf am Morgen etc., Lockt es nicht auch dich ins Weite ?, Wie rafft es mich auf in der Nacht etc., Vergebt, daß alle meine Lieder klagen, Sei getrosst und lächle wieder, Aus Eden mich nach langer Huld ..etc., So hast du reichlich dir’s erwogen; An der Erde, frei und fröhlich etc., Auf dem Gotthard, Willst du lauen Äther trinken etc., Der Seelenwanderer, Ich möchte gern mich frei bewahren etc., Tristan, Am Bodensee; O weh dir, der die Welt verachtet etc.;, Der Löwin dient des Löwen Mähne nicht,; Was gibt em Freund, was gibt dem Dichter seine Weihe etc., früh’ und viel zu frühe trat ich in die Zeit etc., Wer immer Gott ergeben etc., Der Trommel folgt ich manchen Tag etc., Entledige dich von jenen Ketten allen etc., Grabschrift, Das Sonett an Goethe, Sophokles, Sonette dichtete mit edlem Feuer ein Mann etc., An Schelling, Venedig, „Mein Auge ließ das hohe Meer zurück etc.“, „Dies Labyrinth von Brücken und von Gassen etc.“, „Wie lieblich isst, wenn sich der Tag verkühlet etc.“, „Venedig liegt nur noch im Land der Träume etc.“, „Hier seht ihr freilich keine grünen Auen etc.“, „Wenn tiefe Schwermut meine Seele wieget etc.“, „Es scheint ein langes, ew’ges Ach etc.“, „Zur Wüste fliehend vor dem Menschenschwarme etc.“, Der Versuv im Dezember 1830, Acqua Paolina, Florenz, Los des Lyrikers, An König Ludwig, Die Wiege des Königs vom Rom in Parma, An Karl X., An Franz II., An Kopisch, Einladung nach Sorrent, Der bessere Teil, Im Theater von Caormina, An die Poetaster, Genie und Kunst, Des Sophokles Antigone, Lessings Nathan, Hermann und Dorothea, Schiller, Leonardo da Vinci, Napoleons Landhaus auf Elba, Napoleons Antwort, In Monza, König Engios Grab, Canossa, Odyssee, Ariostens Grab, Dom von Treviso, Vision des heiligen Markus, Himmelfahrtsfest, Betrachtung, Aufmunterung, Der Schwalbenräuber, Der Pilgrim von St. Just, Das Grab im Busento, Klagelied Kaiser Ottos III., Wittekind, Colombos’s Geist, Der Tod des Carus, Harmosan, Die Gründung Karthagos, Die Fischer auf Capri |
| 105         | Faust – Bearbeitungen | Christopher Marlowe & Gotthold Ephraim Lessing & Johann Wolfgang von Goethe & Paul Valéry | Das Volksbuch, Marlowe: Die tragische Historie vom Doktor Faustus, Lessings Faus-Bearbeitungen, Goethe: Urfaust, Epische und dramatische Faust-Überlieferungen, Valéry: Mein Faust |
| 106/107     | Stromtid – Teil 1 | Fritz Reuter                                                                              | Ut mine Stromtid (Originaltitel im Niederdeutschen, Bedeutung: Aus meiner Volontärszeit). 2. und 3. Teil siehe Band 134/135 |
| 108/109     | Jörn Uhl | Gustav Frenssen                                                                           | |
| 108         | 1984 – Nineteen Eighty-Four | George Orwell                                                                             | |
| 109         | Farm der Tiere – Animal Farm | George Orwell                                                                             | |
| 110/111     | Soll und Haben | Gustav Freytag                                                                            | |
| 112/113     | Die verlorene Handschrift | Gustav Freytag                                                                            | |
| 213/214     | Der Hochwald und Granit und Bunte Steine – Die Vorrede                                                                              | Adalbert Stifter                                                                          | |
| 114/115     | Die Geschichte des Dreißigjährigen Krieges                                                                                          | Friedrich von Schiller                                                                    | |
| 114/115     | Mord im Dom und Becket oder die Ehre Gottes                                                                                         | T. S. Eliot & Jean Anouilh                                                                | |
| 116         | Die Quitzows | Ernst von Wildenbruch                                                                     | |
| 116         | Unsere kleine Stadt und Wir sind noch einmal davongekommen                                                                          | Thornton Wilder                                                                           | |
| 117/118     | Dichter der Freiheitskriege | Ernst Moritz Arndt & Theodor Körner & Max von Schenkendorf & Friedrich Rückert            | |
| 117/118     | Macbeth | William Shakespeare                                                                       | |
| 117         | Macbeth | William Shakespeare                                                                       | |
| 119         | Der Trompeter von Säckingen | Joseph Victor von Scheffel                                                                | |
| 120/121     | Ekkehard | Joseph Victor von Scheffel                                                                | |
| 122         | Herodes und Mariamne | Friedrich Hebbel                                                                          | Titel auch in Band Nr. 143/144 |
| 122         | Ritter Gluck und Der goldne Topf und Meister Martin der Küfner und seine Gesellen                                                   | E. T. A. Hoffmann                                                                         | Der goldne Topf aktuell mit eigenem Band, Nr. 474. |
| 123         | Agnes Bernauer | Friedrich Hebbel                                                                          | |
| 124         | Aias | Sophokles                                                                                 | |
| 125         | Die Ahnen – Band 1: Ingo und Ingraban                                                                                               | Gustav Freytag                                                                            | |
| 126         | Die Ahnen – Band 2: Das Nest der Zaunkönige                                                                                         | Gustav Freytag                                                                            | |
| 127         | Die Ahnen – Band 3: Die Brüder vom deutschen Hause                                                                                  | Gustav Freytag                                                                            | |
| 128         | Die Ahnen – Band 4: Marcus König | Gustav Freytag                                                                            | |
| 129         | Die Ahnen – Band 5: Die Geschwister                                                                                                 | Gustav Freytag                                                                            | |
| 130         | Die Ahnen – Band 6: Aus einer kleinen Stadt                                                                                         | Gustav Freytag                                                                            | |
| 131/132     | Ein Kampf um Rom | Felix Dahn                                                                                | |
| 131/132     | Napoleon oder Die hundert Tage und Hannibal                                                                                         | Christian Dietrich Grabbe                                                                 | |
| 133         | Medea | Euripides                                                                                 | |
| 134/135     | Stromtid – Teil 2 & 3 | Fritz Reuter                                                                              | Ut mine Stromtid (Originaltitel im Niederdeutschen, Bedeutung: Aus meiner Volontärszeit). 1. Teil siehe Band 106/107 |
| 136/137/138 | Gedichte von Friedrich Rückert | Friedrich Rückert                                                                         | |
| 136/137     | Der Revisor und Der Mantel | Nikolai Gogol                                                                             | |
| 139         | Wie die Alten den Tod gebildet | Gotthold Ephraim Lessing                                                                  | |
| 138/139     | Der Steppenwolf und Siddharta und Demian                                                                                            | Hermann Hesse                                                                             | Zuerst Doppelband 138/139, nach einigen Auflagen ist dann die 139 entfallen. |
| 138         | Der Steppenwolf und Siddharta und Demian                                                                                            | Hermann Hesse                                                                             | Zu jedem Werk gibt es nun einen Einzelband |
| 140         | Waltharius | Mönch Ekkehard                                                                            | |
| 141         | Der Fechter von Ravenna | Friedrich Halm                                                                            | |
| 142         | Gedichte von Friedrich Halm | Friedrich Halm                                                                            | |
| 142         | Tod eines Handlungsreisenden und Hexenjagd                                                                                          | Arthur Miller                                                                             | Hexenjagd – The Crucible als Einzelband: Nummer 492. |
| 142         | Tod eines Handlungsreisenden – Death of a Salesman                                                                                  | Arthur Miller                                                                             | |
| 143         | Judith | Friedrich Hebbel                                                                          | |
| 144/145     | Der Oberhof | Karl Immermann                                                                            | |
| 143/144     | Judith & Herodes und Mariamne & Gyges und sein Ring                                                                                 | Friedrich Hebbel                                                                          | |
| 145         | Andorra & Biedermann und die Brandstifter                                                                                           | Max Frisch                                                                                | Biedermann und die Brandstifter mit eigenem Band, Nr. 352. |
| 145         | Andorra | Max Frisch                                                                                | |
| 146         | Weh dem, der lügt! | Franz Grillparzer                                                                         | |
| 147         | Der Traum ein Leben | Franz Grillparzer                                                                         | |
| 148         | Legenden | Johann Gottfried Herder                                                                   | |
| 148         | Stiller und Homo faber und Mein Name sei Gantenbein                                                                                 | Max Frisch                                                                                | Stiller mit eigenem Band, Nr. 356. |
| 148         | Homo faber | Max Frisch                                                                                | |
| 149/150/151 | Der abenteuerliche Simplicissimus                                                                                                   | Hans Jakob Christoffel von Grimmelshausen                                                 | |
| 149         | Der abenteuerliche Simplicissimus                                                                                                   | Hans Jakob Christoffel von Grimmelshausen                                                 | |
| 150         | Der Hauptmann von Köpenick | Carl Zuckmayer                                                                            | |
| 151         | Prinz Friedrich von Homburg | Heinrich von Kleist                                                                       | Jetzt Band 451 |
| 152/153     | Parzival – 1. Teil | Wolfram von Eschenbach                                                                    | Bücher 1–7 |
| 154/155     | Parzival – 2. Teil | Wolfram von Eschenbach                                                                    | Bücher 8–16 |
| 156/157     | Germania | Tacitus                                                                                   | |
| 158         | Goethes Gedichte. Teil 2 | Johann Wolfgang von Goethe                                                                | u. a. Goethes frühe Weimarer Lyrik, Römische Elegien, Venezianische Epigramme, Lieder Mignons und des Harfners, Die Xenien, Die Balladen, Die Metamorphose der Pflanzen, Natur und Kunst |
| 159/160     | Gedichte von Ludwig Uhland | Ludwig Uhland                                                                             | Die Vätergruft, Das Schloß am Meer, Der Waller, Die Bidassoa Brücke, Unstern, Münstersage, Des Knaben Tod, Bildsäule des Bakchus, Ver sacrum, Der Schwarze Ritter, Der Pilger, Des Goldschmieds Töchterlein, Der Wirtin Töchterlein, Der gute Kamerad, Der weiße Hirsch, Der Schäfer, Die sterbenden Helden, Abschied, Das Lied der Vorzeit, Des Sängers Wiederkehr, Sängers Vorüberziehen, Sterbeklänge, Das Schifflein, Traum, Die Mähderin, Der Leitstern, Der Sieger, St. Georgs Ritter, Die Ulme zu Hirsau, Die drei Schlößer, Die Jagd vom Winchester, Lerchenkrieg, Der Königs Sohn, Die Geisterkelter, Das Singental, Die verlorene Kirche, Die versunkene Krone, Der Rosenkranz, Tells Tod, Die Glockenhöhle, Die Nonne |
| 159         | Die Blechtrommel | Günter Grass                                                                              | |
| 160         | In der Sache J. Robert Oppenheimer                                                                                                  | Heinar Kipphardt                                                                          | |
| 161         | Die bezauberte Rose | Ernst Schulze                                                                             | |
| 162         | Gedichte von Friedrich Schiller Teil V                                                                                              | Friedrich von Schiller                                                                    | |
| 162         | Katz und Maus | Günter Grass                                                                              | |
| 163         | Gedichte von Friedrich Schiller Teil VI                                                                                             | Friedrich von Schiller                                                                    | |
| 164/165     | Schwäbische Dichter | Ludwig Uhland & Justinus Kerner & Gustav Schwab                                           | |
| 164         | Gedichte von Eduard Mörike | Eduard Mörike                                                                             | |
| 165         | Die Pest und Sisyphos und Der Mensch in der Revolte                                                                                 | Albert Camus                                                                              | |
| 165         | Die Pest – La Peste | Albert Camus                                                                              | |
| 166/167     | Dreizehnlinden | Friedrich Wilhelm Weber                                                                   | |
| 166/167     | Der Stellvertreter und Soldaten | Rolf Hochhuth                                                                             | |
| 168         | Die Meistersinger von Nürnberg | Richard Wagner                                                                            | |
| 169         | Parsifal | Richard Wagner                                                                            | |
| 170         | Der Ring des Nibelungen – Teil 1 | Richard Wagner                                                                            | Das Rheingold und Die Walküre |
| 171/172     | Der Ring des Nibelungen – Teil 2 | Richard Wagner                                                                            | Siegfried und Götterdämmerung |
| 173         | Die Stützen der Gesellschaft | Henrik Ibsen                                                                              | |
| 174         | Gespenster | Henrik Ibsen                                                                              | |
| 175         | Ein Volksfeind | Henrik Ibsen                                                                              | Ein Volksfeind nun mit Band-Nr. 411. |
| 176         | Maria Magdalena | Friedrich Hebbel                                                                          | |
| 177         | Nora oder Ein Puppenheim und Hedda Gabler                                                                                           | Henrik Ibsen                                                                              | Hedda Gabler nun mit eigenem Band, Nr. 459 |
| 177         | Nora oder Ein Puppenheim | Henrik Ibsen                                                                              | |
| 178         | Die Wildente | Henrik Ibsen                                                                              | |
| 178         | Gespenster und Die Wildente | Henrik Ibsen                                                                              | |
| 178         | Gespenster und Rosmersholm und Die Wildente                                                                                         | Henrik Ibsen                                                                              | |
| 179         | Peer Gynt | Henrik Ibsen                                                                              | |
| 180         | Das Fähnlein der sieben Aufrechten                                                                                                  | Gottfried Keller                                                                          | |
| 181         | Die drei gerechten Kammmacher | Gottfried Keller                                                                          | |
| 182/183     | Der grüne Heinrich | Gottfried Keller                                                                          | |
| 184         | Kleider machen Leute | Gottfried Keller                                                                          | |
| 186         | Dietegen | Gottfried Keller                                                                          | |
| 186         | Der gute Mensch von Sezuan | Bertolt Brecht                                                                            | Autoren: Robert Hippe; Horst Grobe |
| 187         | Martin Salander | Gottfried Keller                                                                          | |
| 187         | Die heilige Johanna der Schlachthöfe                                                                                                | Bertolt Brecht                                                                            | |
| 188         | Der Biberpelz | Gerhart Hauptmann                                                                         | |
| 188         | Der Biberpelz und Der rote Hahn | Gerhart Hauptmann                                                                         | |
| 189         | Die Weber | Gerhart Hauptmann                                                                         | |
| 190         | Die versunkene Glocke | Gerhart Hauptmann                                                                         | |
| 191         | Florian Geyer | Gerhart Hauptmann                                                                         | |
| 192         | Der Schimmelreiter | Theodor Storm                                                                             | |
| 193         | Immensee | Theodor Storm                                                                             | |
| 193         | Immensee und Die Söhne des Senators                                                                                                 | Theodor Storm                                                                             | |
| 194         | Pole Poppenspäler | Theodor Storm                                                                             | |
| 195         | Bötjer Basch | Theodor Storm                                                                             | |
| 196         | Renate | Theodor Storm                                                                             | |
| 197         | Viola Tricolor und Auf dem Staatshof                                                                                                | Theodor Storm                                                                             | |
| 197         | Die Jungfrau von Orleans im Wandel der Literatur                                                                                    |                                                                                           | Voltaire, Friedrich Schiller, Mark Twain, Anatole France, George Bernard Shaw, Charles Peguy, Paul Claudel, George Bernanos, Max Mell, Bertolt Brecht, H.Hensen, Helmut Baierl, G.Kaiser, Maxwell Anderson, Jean Anouilh |
| 198         | Aquis submersus | Theodor Storm                                                                             | |
| 199         | Gedichte von Theodor Storm | Theodor Storm                                                                             | |
| 199         | Beim Vetter Christian und Viola Tricolor und Hans und Heinz Kirch                                                                   | Theodor Storm                                                                             | |
| 199         | Viola Tricolor und Beim Vetter Christian                                                                                            | Theodor Storm                                                                             | |
| 200         | Der Hungerpastor | Wilhelm Raabe                                                                             | |
| 201         | Abu Telfan | Wilhelm Raabe                                                                             | |
| 202         | Der Schüdderump | Wilhelm Raabe                                                                             | |
| 203         | Die Leute aus dem Walde | Wilhelm Raabe                                                                             | |
| 204         | Alte Nester | Wilhelm Raabe                                                                             | |
| 205         | Die schwarze Galeere | Wilhelm Raabe                                                                             | |
| 206/207     | Zwischen Himmel und Erde | Otto Ludwig                                                                               | |
| 206/207     | Warten auf Godot und Endspiel und Die Nashörner                                                                                     | Samuel Beckett und Eugène Ionesco                                                         | |
| 206         | Warten auf Godot | Samuel Beckett                                                                            | |
| 208         | Gustav Adolfs Page | Conrad Ferdinand Meyer                                                                    | |
| 209         | Die Hochzeit des Mönchs | Conrad Ferdinand Meyer                                                                    | |
| 209         | Der Process | Franz Kafka                                                                               | |
| 209         | Der Process und Amerika (Der Verschollene) und Das Schloss                                                                          | Franz Kafka                                                                               | Der Proceß: Band-Nr. 417, Der Verschollene (Amerika): Band-Nr. 497, Das Schloss: Band-Nr. 455. |
| 210         | Die Versuchung des Pescara | Conrad Ferdinand Meyer                                                                    | |
| 211         | Undine | Friedrich de la Motte Fouqué                                                              | |
| 211         | Romulus der Große und Ein Engel kommt nach Babylon und Der Meteor                                                                   | Friedrich Dürrenmatt                                                                      | |
| 212         | Penthesilea | Heinrich von Kleist                                                                       | |
| 213         | Der Hochwald | Adalbert Stifter                                                                          | |
| 213/214     | Der Hochwald und Granit und Bunte Steine – Die Vorrede                                                                              | Adalbert Stifter                                                                          | |
| 214         | Die Hosen des Ritters von Bredow | Willibald Alexis                                                                          | |
| 215         | Aus dem Leben eines Taugenichts | Joseph von Eichendorff                                                                    | |
| 216         | Die Judenbuche | Annette von Droste-Hülshoff                                                               | |
| 217         | Huttens letzte Tage | Conrad Ferdinand Meyer                                                                    | |
| 218         | Jürg Jenatsch | Conrad Ferdinand Meyer                                                                    | |
| 219         | Der Schuß von der Kanzel | Conrad Ferdinand Meyer                                                                    | |
| 220         | Else von der Tanne | Wilhelm Raabe                                                                             | |
| 221         | Der Meineidbauer | Ludwig Anzengruber                                                                        | |
| 222         | Die Söhne des Senators | Theodor Storm                                                                             | |
| 223/224/225 | Die Heiterethei und ihr Widerspiel                                                                                                  | Otto Ludwig                                                                               | |
| 226/227     | Wilhelm Meisters Lehrjahre | Johann Wolfgang von Goethe                                                                | |
| 227         | Wilhelm Meisters Lehrjahre und Wilhelm Meisters Wanderjahre                                                                         | Johann Wolfgang von Goethe                                                                | |
| 228         | Der Heilige | Conrad Ferdinand Meyer                                                                    | |
| 229         | Meister Martin der Küfner und seine Gesellen                                                                                        | E. T. A. Hoffmann                                                                         | |
| 230         | Rosmersholm | Henrik Ibsen                                                                              | |
| 231         | Ut mine Festungstid | Fritz Reuter                                                                              | |
| 232/233     | Brand | Henrik Ibsen                                                                              | |
| 234/235     | Mozart auf der Reise nach Prag | Henrik Ibsen                                                                              | |
| 234         | Mozart auf der Reise nach Prag | Henrik Ibsen                                                                              | |
| 235         | Dantons Tod und Woyzeck | Georg Büchner                                                                             | Woyzeck mit eigenem Band, Nr. 315. |
| 235         | Dantons Tod | Georg Büchner                                                                             | |
| 236         | Hedda Gabler | Henrik Ibsen                                                                              | Hedda Gabler nun mit eigenem Band, Nr. 459 |
| 236         | Leonce und Lena und Lenz und Der Hessische Landbote                                                                                 | Georg Büchner                                                                             | |
| 236         | Leonce und Lena | Georg Büchner                                                                             | |
| 237         | Archibald Douglas | Theodor Fontane                                                                           | |
| 237         | Pygmalion | George Bernard Shaw                                                                       | |
| 238         | Baumeister Solneß | Henrik Ibsen                                                                              | |
| 239         | Die Chronik der Sperlingsgasse | Wilhelm Raabe                                                                             | |
| 240         | Gedichte von Conrad Ferdinand Meyer                                                                                                 | Conrad Ferdinand Meyer                                                                    | Das heilige Feuer, Schiller’s Bestattung, Schwarzschattende Kastanie, Nachtgeräusche, Der Marmorknabe, Hochzeitslied, Die kleine Blanche, Fingerhütchen, Morgenlied, Maientag, Das bittere Trünklein, In Harmesnächten, Eingelegte Ruder, Im Spätboot, Schnitterlied, Requiem, Säerspruch, Das Glöcklein, Die alte Brücke, Das Gemälde, Venedig, Auf dem Canal grande, Der römische Brunnen, Der Museensaal, Zwei Segel, Die Ampel, Stapfen, Lethe, Dämmergang, Von einer Brüste, Nächtliche Fahrt, In einer Sturmnacht, Mit zwei Worten, Konradins Knappe, Die Ketzerin, Der gleitende Purpur, In der Sixtina, Chor der Toten, Die Karyatide, Die Füße im Feuer, Ein Pilgrim |
| 241         | Volk ohne Raum | Hans Grimm                                                                                | |
| 241         | Wir sind Utopia | Stefan Andres                                                                             | |
| 242         | Kaiser und Galiläer | Henrik Ibsen                                                                              | |
| 243         | Hanneles Himmelfahrt | Gerhart Hauptmann                                                                         | |
| 244         | Fuhrmann Henschel | Gerhart Hauptmann                                                                         | |
| 245         | Rose Bernd | Gerhart Hauptmann                                                                         | |
| 246         | Einsame Menschen | Gerhart Hauptmann                                                                         | |
| 247         | Vor Sonnenaufgang | Gerhart Hauptmann                                                                         | |
| 248         | Schlageter | Hanns Johst                                                                               | |
| 248         | Das Marmorbild | Joseph von Eichendorff                                                                    | |
| 249/250     | Mein Kampf | Adolf Hitler                                                                              | |
| 249         | Brigitta | Adalbert Stifter                                                                          | |
| 250         | Bergkristall und Das Heidedorf | Adalbert Stifter                                                                          | |
| 251         | Katte | Hermann Burte                                                                             | |
| 251         | Romeo und Julia auf dem Dorfe | Gottfried Keller                                                                          | |
| 252         | Preußengeist | Paul Ernst                                                                                | |
| 252         | Pankraz, der Schmoller | Gottfried Keller                                                                          | |
| 253         | Vom Hofe, welcher unterging | Hermann Burte                                                                             | |
| 253         | Effi Briest | Theodor Fontane                                                                           | |
| 254         | Der Zug des Hauptmanns von Erckert                                                                                                  | Hans Grimm                                                                                | |
| 254         | Das Fräulein von Scuderi | E. T. A. Hoffmann                                                                         | Das Fräulein von Scuderi aktuell mit eigenem Band, Nr. 314. |
| 255         | Frau Regel Amrain und ihr Jüngster                                                                                                  | Gottfried Keller                                                                          | |
| 255         | Frau Regel Amrain und ihr Jüngster und Dietegen                                                                                     | Gottfried Keller                                                                          | |
| 256         | Die Reise nach Tilsit | Hermann Sudermann                                                                         | |
| 256         | Der alte Mann und das Meer – The Old Man and the Sea                                                                                | Ernest Hemingway                                                                          | |
| 257/258     | Der Wehrwolf | Hermann Löns                                                                              | |
| 257/258     | Der Schuß von der Kanzel und Die Hochzeit des Mönchs und Die Richterin                                                              | Conrad Ferdinand Meyer                                                                    | |
| 259         | Edda und Altnordische Literatur |                                                                                           | |
| 260         | Der Wanderer zwischen beiden Welten                                                                                                 | Walter Flex                                                                               | |
| 261         | Seefahrt ist not! | Gorch Fock                                                                                | |
| 262         | Hyperion | Friedrich Hölderlin                                                                       | |
| 260/261/262 | Hyperion | Friedrich Hölderlin                                                                       | |
| 260/261     | Loblieder und Haßgesänge | Wolf Biermann                                                                             | |
| 263         | Die letzte Garbe | Friedrich Griese                                                                          | |
| 264         | Der Büttnerbauer | Wilhelm von Polenz                                                                        | |
| 265         | Gregor und Heinrich | Erwin Guido Kolbenheyer                                                                   | |
| 264/265     | Buddenbrooks | Thomas Mann                                                                               | |
| 264         | Buddenbrooks | Thomas Mann                                                                               | |
| 266         | Der Glaube der Nordmark | Gustav Frenssen                                                                           | |
| 266         | Die deutsche Romantik |                                                                                           | |
| 267         | Wolter von Plettenberg | Hans Friedrich Blunck                                                                     | |
| 267         | Impressionismus und Expressionismus in der deutschen Literatur                                                                      |                                                                                           | |
| 268         | Das letzte Gesicht | Friedrich Griese                                                                          | |
| 268         | Althochdeutsche und mittelhochdeutsche Literatur                                                                                    |                                                                                           | |
| 269         | Die Olewagen-Saga | Hans Grimm                                                                                | |
| 269         | Zeitgenössische deutsche Literatur                                                                                                  |                                                                                           | |
| 270         | Das Frankenburger Würfelspiel | Eberhard Wolfgang Möller                                                                  | |
| 270         | Bahnwärter Thiel | Gerhart Hauptmann                                                                         | |
| 271         | Andreas Hollmann | Hans Christoph Kaergel                                                                    | |
| 271         | Novellen von Werner Bergengruen | Werner Bergengruen                                                                        | |
| 272         | Friesennot | Werner Kortwich                                                                           | |
| 272         | Novellen von Jeremias Gotthelf | Jeremias Gotthelf                                                                         | |
| 272         | Die schwarze Spinne und Elsi, die seltsame Magd und Der Besenbinder von Rychiswyl und Das Erdbeeri-Mareili                          | Jeremias Gotthelf                                                                         | |
| 272         | Die schwarze Spinne und Der Besenbinder von Rychiswyl                                                                               | Jeremias Gotthelf                                                                         | |
| 273         | Das Amulett | Conrad Ferdinand Meyer                                                                    | |
| 273         | Das Amulett und Gustav Adolfs Page                                                                                                  | Conrad Ferdinand Meyer                                                                    | |
| 274         | Hadlaub | Gottfried Keller                                                                          | |
| 274         | Hadlaub und Der Landvogt von Greifensee                                                                                             | Gottfried Keller                                                                          | |
| 275         | Lieder von Ludwig Uhland | Ludwig Uhland                                                                             | |
| 275         | Deutsche Literatur: Realismus des 19. und 20. Jahrhunderts                                                                          |                                                                                           | |
| 276         | Reden an die deutsche Nation | Johann Gottlieb Fichte                                                                    | Letzte Königs Erläuterung die beim Hermann Beyer Verlag (Leipzig) veröffentlicht wurde. |
| 276         | Der Großtyrann und das Gericht | Werner Bergengruen                                                                        | |
| 277         | Mutter Courage und Der kaukasische Kreidekreis                                                                                      | Bertolt Brecht                                                                            | Mutter Courage mit eigenem Band, Nr. 318 |
| 277         | Der kaukasische Kreidekreis | Bertolt Brecht                                                                            | |
| 278         | Jedermann und Das kleine Welttheater                                                                                                | Hugo von Hofmannsthal                                                                     | |
| 279         | Erzählungen von Franz Kafka – Teil 1                                                                                                | Franz Kafka                                                                               | Die Verwandlung (Band-Nr. 432), Ein Bericht für eine Akademie (Band-Nr. 466), Ein Hungerkünstler, Eine kaiserliche Botschaft, Ein altes Blatt |
| 280         | Wilhelm Meisters Wanderjahre | Johann Wolfgang von Goethe                                                                | |
| 280/281     | Erzählungen und Aufsätze von Kleist                                                                                                 | Heinrich von Kleist                                                                       | Die Marquise von O...., Das Erdbeben in Chili, Die Verlobung in St. Domingo, Der Zweikampf, Der Findling, Das Bettelweib von Locarno, Die heilige Cäcilie oder die Gewalt der Musik |
| 280         | Erzählungen und Aufsätze von Kleist                                                                                                 | Heinrich von Kleist                                                                       | Das Erdbeben in Chili, Die Verlobung in St. Domingo, Der Zweikampf, Der Findling, Das Bettelweib von Locarno, Die heilige Cäcilie oder Die Gewalt der Musik |
| 282         | Das Hornunger Heimweh | Werner Bergengruen                                                                        | |
| 283         | Des Teufels General | Carl Zuckmayer                                                                            | |
| 284         | Die Ratten | Gerhart Hauptmann                                                                         | |
| 285         | Erzählungen von Rainer Maria Rilke                                                                                                  | Rainer Maria Rilke                                                                        | Der Cornet, Das Stunden-Buch, Das Buch der Bilder, Neue Gedichte, Die Sonette an Orpheus, Duineser Elegien |
| 286         | Die Letzte am Schafott und Die Consolata und Das Gericht des Meeres                                                                 | Gertrud von le Fort                                                                       | |
| 287         | Goethes Gedichte. Teil 3 | Johann Wolfgang von Goethe                                                                | Lied des Türmers, Urworte. Orphisch, Abschied, Die Liebende schreibt, Die Liebende abermals, Zum West-Östlichen Divan, Lied und Gebilde, Selige Sehnsucht, Unbegrenzt; Hatem, Locken haltet mich gefangen; Suleika – Hatem, Volk und Knecht – Kann wohl sein; Wiederfinden; Suleika, Was bedeutet die Bewegung?; Ach, um deine feuchten Schwingen; Gingo biloba, Sommernacht, Vermächtnis altpersischen Glaubens, An Werther, Elegie, Heute noch im Paradiese, Was wir froh und dankbar fühlen, Der Bräutigam, Um Mitternacht, Dem aufgehenden Vollmonde;, Sag’ was könn’ uns Mandarinen, Nun weiß man erst, Dämmerung senkte sich von oben |
| 288         | Tristan und Tonio Kröger und Mario und der Zauberer                                                                                 | Thomas Mann                                                                               | Tristan mit eigenem Band, Nr. 470 |
| 288         | Tonio Kröger und Mario und der Zauberer                                                                                             | Thomas Mann                                                                               | |
| 289         | Die Bürger von Calais | Georg Kaiser                                                                              | |
| 290         | Der arme Heinrich | Hartmann von Aue                                                                          | |
| 291         | Der Geizige und Der eingebildete Kranke und Der Menschenfeind                                                                       | Molière                                                                                   | Der eingebildete Kranke mit eigenem Band, Nr. 418 |
| 291         | Der Geizige | Molière                                                                                   | |
| 292         | Meier Helmbrecht | Wernher der Gartenaere – Wernher der Gärtner                                              | |
| 293         | Leben des Galilei | Bertolt Brecht                                                                            | Autoren: Karl Brinkmann; Wilhelm Große |
| 294         | Tristan | Gottfried von Straßburg                                                                   | |
| 295         | Die Physiker und Der Besuch der alten Dame                                                                                          | Friedrich Dürrenmatt                                                                      | |
| 296         | Ausgewählte Dichtungen des deutschen Barock                                                                                         |                                                                                           | Martin Opitz: Buch von der Deutschen Poeterey, Georg Rudolf Weckherlin: An das Teutschland, Liebliches Gespräch von der Liebe. Myrta und Filidor, Friedrich Spee: Die Gesponss Jesu lobet ihren Geliebten mit einem Liebgesang, Martin Opitz: Auff Leyd kompt Freud, Abendlied, Friedrich von Logau: Aus den „Sinngedichten“, Simon Dach: Preis der Freundschaft, Paul Gerhardt: Sommer-Gesang, Abend-Lied, Paul Fleming: Ein getrewes Hertze wissen, An sich, Laß dich nur nichts tauren, Hans Jakob Christoffel von Grimmelshausen: Lied des Einsiedlers, Andreas Gryphius: Vanitas! Vanitatum Vanitas!, Thränen des Vaterlandes anno 1636, Auff Vergänglichkeit, Christian Hofmann von Hofmannswaldau: Die Welt, Was wiltu Doris machen, Es wird der bleiche Tod, Angelus Silesius: Aus dem „Cherubinischen Wandersmann“, Sigmund von Birken: Zeptergedicht, Abraham a Santa Clara: Die hochzeitliche Instrumentalmusik, Barthold Heinrich Brockes: Kirsch-Blüte bey der Nacht, Johann Christian Günther: An seine Leonore |
| 297         | Michael Kramer | Gerhart Hauptmann                                                                         | |
| 298         | Die Wahlverwandtschaften | Johann Wolfgang von Goethe                                                                | |
| 299         | Draußen vor der Tür und weitere Erzählungen                                                                                         | Wolfgang Borchert                                                                         | Die Hundeblume, Die drei dunklen Könige, An diesem Dienstag, Die Küchenuhr, Nachts schlafen die Ratten doch, Schischyphusch |
| 299/299a    | Draußen vor der Tür UND Die Hundeblume, Die drei dunklen Könige, An diesem Dienstag, Die Küchenuhr, Nachts schlafen die Ratten doch | Wolfgang Borchert                                                                         | nur 12.- bis 14. Auflage 1988 bis 1992, Autor Reiner Poppe |
| 299         | Draußen vor der Tür | Wolfgang Borchert                                                                         | |
| 300         | Abdias | Adalbert Stifter                                                                          | |
| 301         | Ansichten eines Clowns | Heinrich Böll                                                                             | |
| 302/303     | Erzählungen von Sartre | Jean-Paul Sartre                                                                          | Die Fliegen, Bei geschlossenen Türen, Die schmutzigen Hände, Die ehrbare Dirne, Die Troerinnen des Euripides |
| 302         | Bei geschlossenen Türen und Die schmutzigen Hände                                                                                   | Jean-Paul Sartre                                                                          | |
| 304/305     | Die neuen Leiden des jungen Werther                                                                                                 | Ulrich Plenzdorf                                                                          | |
| 304         | Die neuen Leiden des jungen W. | Ulrich Plenzdorf                                                                          | |
| 305         | Halbschatten | Uwe Timm                                                                                  | |
| 306/307     | Herr Puntila und sein Knecht Matti                                                                                                  | Bertolt Brecht                                                                            | |
| 306         | Herr Puntila und sein Knecht Matti                                                                                                  | Bertolt Brecht                                                                            | |
| 307         | Kleiner Mann – was nun? | Hans Fallada                                                                              | |
| 308/309     | Die verlorene Ehre der Katharina Blum                                                                                               | Heinrich Böll                                                                             | |
| 308         | Die verlorene Ehre der Katharina Blum                                                                                               | Heinrich Böll                                                                             | |
| 309         | Ingrid Babendererde. Reifeprüfung 1953                                                                                              | Uwe Johnson                                                                               | |
| 310/311     | Lehrstücke | Bertolt Brecht                                                                            | Der Jasager und der Neinsager, Die Maßnahme, Die Ausnahme und die Regel, Die Rundköpfe und die Spitzköpfe, Das Badener Lehrstück vom Einverständnis |
| 312/313     | Minna von Barnhelm | Gotthold Ephraim Lessing                                                                  | |
| 312         | Minna von Barnhelm | Gotthold Ephraim Lessing                                                                  | |
| 313         | Die Entdeckung der Currywurst | Uwe Timm                                                                                  | |
| 314/315     | Das Fräulein von Scuderi und Ritter Gluck und Der goldne Topf                                                                       | E. T. A. Hoffmann                                                                         | Der goldne Topf aktuell mit eigenem Band, Nr. 474. |
| 314         | Das Fräulein von Scuderi | E. T. A. Hoffmann                                                                         | |
| 315         | Woyzeck | Georg Büchner                                                                             | |
| 316/317     | Das Glasperlenspiel | Hermann Hesse                                                                             | Autoren: Martin Pfeifer; Maria-Felicitas Herforth |
| 316         | Das Glasperlenspiel | Hermann Hesse                                                                             | |
| 317         | Corpus Delicti | Juli Zeh                                                                                  | |
| 318/319     | Mutter Courage und ihre Kinder | Bertolt Brecht                                                                            | |
| 318         | Mutter Courage und ihre Kinder | Bertolt Brecht                                                                            | |
| 319         | Scherbenpark | Alina Bronsky                                                                             | |
| 320/321     | Kleine Prosa von Kafka | Franz Kafka                                                                               | Kleine Fabel, Das nächste Dorf, Nachts, Gibs auf, Der Kübelreiter, Der Nachbar, Das Stadtwappen, Der Jäger Gracchus, Der Schlag ans Hoftor, Die Prüfung |
| 320         | Kleine Prosa von Kafka | Franz Kafka                                                                               | Kleine Fabel, Das nächste Dorf, Nachts, Gibs auf, Der Kübelreiter, Der Nachbar, Das Stadtwappen, Der Jäger Gracchus, Der Schlag ans Hoftor, Die Prüfung |
| 322/323     | Nachlaß zu Lebzeiten | Robert Musil                                                                              | Die Maus, Das Fliegenpapier, Fischer an der Ostsee, Die Affeninsel, Inflation, Der Erweckte, Triedere – Die Amsel |
| 322         | Nachlaß zu Lebzeiten | Robert Musil                                                                              | Die Maus, Das Fliegenpapier, Fischer an der Ostsee, Die Affeninsel, Inflation, Der Erweckte, Triedere – Die Amsel |
| 324/325     | Publikumsbeschimpfung und Kaspar | Peter Handke                                                                              | |
| 324         | Publikumsbeschimpfung und Kaspar | Peter Handke                                                                              | |
| 326/327     | Die Angst des Tormanns beim Elfmeter und Der kurze Brief zum langen Abschied und Wunschloses Unglück                                | Peter Handke                                                                              | |
| 326         | Die Angst des Tormanns beim Elfmeter und Der kurze Brief zum langen Abschied und Wunschloses Unglück                                | Peter Handke                                                                              | |
| 328/329     | Der Fänger im Roggen – The Catcher in the Rye                                                                                       | J. D. Salinger                                                                            | |
| 328         | Der Fänger im Roggen – The Catcher in the Rye                                                                                       | J. D. Salinger                                                                            | |
| 329         | Der Trafikant | Robert Seethaler                                                                          | |
| 330/331     | Irrungen, Wirrungen | Theodor Fontane                                                                           | |
| 330         | Irrungen, Wirrungen | Theodor Fontane                                                                           | |
| 331         | Terror | Ferdinand von Schirach                                                                    | |
| 332/333     | Herr der Fliegen – Lord of the Flies                                                                                                | William Golding                                                                           | |
| 332         | Herr der Fliegen – Lord of the Flies                                                                                                | William Golding                                                                           | |
| 333         | Die Dreigroschenoper | Bertolt Brecht                                                                            | |
| 334/335     | Sansibar oder der letzte Grund und Fahrerflucht                                                                                     | Alfred Andersch                                                                           | |
| 334         | Sansibar oder der letzte Grund und Fahrerflucht                                                                                     | Alfred Andersch                                                                           | Aktuell in Band 420. |
| 336/337     | Ein Inspektor kommt – An Inspector Calls                                                                                            | John Boynton Priestley                                                                    | |
| 336         | Ein Inspektor kommt – An Inspector Calls                                                                                            | John Boynton Priestley                                                                    | |
| 337         | Auerhaus | Bov Bjerg                                                                                 | |
| 338/339     | Fahrenheit 451 und Schöne neue Welt – Brave New World                                                                               | Ray Bradbury und Aldous Huxley                                                            | |
| 338         | Schöne neue Welt – Brave New World                                                                                                  | Aldous Huxley                                                                             | |
| 340/341     | Die Harzreise | Heinrich Heine                                                                            | |
| 341         | Gehen, ging, gegangen | Jenny Erpenbeck                                                                           | |
| 342/343     | Die ehrbare Dirne und Das Spiel ist aus und Im Räderwerk                                                                            | Jean-Paul Sartre                                                                          | |
| 342         | Die ehrbare Dirne und Das Spiel ist aus und Im Räderwerk                                                                            | Jean-Paul Sartre                                                                          | |
| 344/345     | Erzählungen von Franz Kafka – Teil 2                                                                                                | Franz Kafka                                                                               | Das Urteil, In der Strafkolonie, Ein Landarzt, Vor dem Gesetz, Auf der Galerie |
| 344         | Erzählungen von Franz Kafka – Teil 2                                                                                                | Franz Kafka                                                                               | Das Urteil, In der Strafkolonie, Ein Landarzt, Vor dem Gesetz, Auf der Galerie |
| 346/347     | Der eingebildete Kranke und Der Menschenfeind                                                                                       | Molière                                                                                   | |
| 345         | Vor dem Fest | Sasa Stanisic                                                                             | |
| 346         | Der eingebildete Kranke und Der Menschenfeind                                                                                       | Molière                                                                                   | |
| 348/349     | Der Untertan | Heinrich Mann                                                                             | |
| 348         | Der Untertan | Heinrich Mann                                                                             | |
| 349         | Ein ganzes Leben | Robert Seethaler                                                                          | |
| 350/351     | Kurzgeschichten und kurze Romane von Steinbeck                                                                                      | John Steinbeck                                                                            | Gabilan, Der rote Pony, Flucht |
| 350         | Kurzgeschichten und kurze Romane von Steinbeck                                                                                      | John Steinbeck                                                                            | Gabilan, Der rote Pony, Flucht |
| 351         | Ruhm | Daniel Kehlmann                                                                           | |
| 352/353     | Biedermann und die Brandstifter | Max Frisch                                                                                | |
| 352         | Biedermann und die Brandstifter | Max Frisch                                                                                | |
| 353         | Vom Ende der Einsamkeit | Benedict Wells                                                                            | |
| 354/355     | Die Brücke von San Luis Rey | Thornton Wilder                                                                           | |
| 354         | Die Brücke von San Luis Rey | Thornton Wilder                                                                           | |
| 355         | Never Let Me Go | Kazuo Ishiguro                                                                            | |
| 356/357     | Stiller | Max Frisch                                                                                | |
| 356         | Stiller | Max Frisch                                                                                | |
| 357         | Transit | Anna Seghers                                                                              | |
| 358/359     | Kurzgeschichten von Heinrich Böll – Teil 1                                                                                          | Heinrich Böll                                                                             | Der Zug war pünktlich, Wiedersehen in der Allee, Wiedersehen mit Drüng, Wanderer, kommst du nach Spa…, Wir Besenbinder, Als der Krieg ausbrach, Als der Krieg zu Ende war, Wo warst du Adam?, Die Botschaft, Lohengrins Tod, Hier ist Tibten, Und sagte kein einziges Wort |
| 359         | Unter der Drachenwand | Arno Geiger                                                                               | |
| 360/361     | Grete Minde und Unterm Birnbaum und Frau Jenny Treibel                                                                              | Theodor Fontane                                                                           | |
| 360         | Grete Minde und Unterm Birnbaum und Frau Jenny Treibel                                                                              | Theodor Fontane                                                                           | |
| 360         | Frau Jenny Treibel | Theodor Fontane                                                                           | |
| 362/363     | Ruf der Wildnis | Jack London                                                                               | |
| 363         | Frankenstein | Mary Shelley                                                                              | |
| 364/365     | Expressionistische Lyrik |                                                                                           | |
| 365         | The Embassy of Cambodia | Zadie Smith                                                                               | |
| 366         | Der Besuch der alten Dame | Friedrich Dürrenmatt                                                                      | |
| 367         | Gott | Ferdinand von Schirach                                                                    | |
| 368         | Die Physiker | Friedrich Dürrenmatt                                                                      | |
| 368/369     | Die Physiker | Friedrich Dürrenmatt                                                                      | |
| 369         | Im Frühling sterben | Ralf Rothmann                                                                             | |
| 370         | Kurzgeschichten von Heinrich Böll – Teil 2                                                                                          | Heinrich Böll                                                                             | Nicht nur zur Weihnachtszeit, Dr. Murkes gesammeltes Schweigen, Wie in schlechten Romanen, Der Wegwerfer, Hauptstädtisches Journal, Der Bahnhof von Zimpren, Keine Träne um Schmeck, Ende einer Dienstfahrt, Veränderungen in Staech, Die neuen probleme der Frau Saubermann, Bis dass der Tod euch scheidet |
| 371         | Neujahr | Juli Zeh                                                                                  | |
| 372/373     | Kassandra | Christa Wolf                                                                              | |
| 372         | Kassandra | Christa Wolf                                                                              | |
| 374/375     | Lieutenant Gustl und Fräulein Else                                                                                                  | Arthur Schnitzler                                                                         | |
| 374         | Lieutenant Gustl und Fräulein Else                                                                                                  | Arthur Schnitzler                                                                         | |
| 376/377     | Ein fliehendes Pferd | Martin Walser                                                                             | |
| 376         | Ein fliehendes Pferd | Martin Walser                                                                             | |
| 377         | Die Habenichtse | Katharina Hacker                                                                          | |
| 378/379     | Der kleine Prinz | Antoine de Saint-Exupéry                                                                  | |
| 378         | Der kleine Prinz | Antoine de Saint-Exupéry                                                                  | |
| 379         | Herkunft | Saša Stanišić                                                                             | |
| 380         | Mutmassungen über Jakob | Uwe Johnson                                                                               | |
| 380/381     | Mutmassungen über Jakob | Uwe Johnson                                                                               | |
| 381         | Die Liebe der Väter | Thomas Hettche                                                                            | |
| 382/383     | Die Glasmenagerie und Endstation Sehnsucht                                                                                          | Tennessee Williams                                                                        | |
| 382         | Die Glasmenagerie und Endstation Sehnsucht                                                                                          | Tennessee Williams                                                                        | |
| 384/385     | Schachnovelle | Stefan Zweig                                                                              | |
| 384         | Schachnovelle | Stefan Zweig                                                                              | |
| 386         | Das Parfum | Patrick Süskind                                                                           | |
| 387         | Die Welle – The Wave | Morton Rhue                                                                               | |
| 388         | Antigone | Jean Anouilh                                                                              | |
| 389         | Der große Gatsby – The Great Gatsby                                                                                                 | F. Scott Fitzgerald                                                                       | |
| 390         | Schlafes Bruder | Robert Schneider                                                                          | |
| 391         | Der Name der Rose | Umberto Eco                                                                               | |
| 392         | Die kahle Sängerin und Die Unterrichtsstunde und Die Nashörner                                                                      | Eugène Ionesco                                                                            | |
| 393         | Berlin Alexanderplatz | Alfred Döblin                                                                             | |
| 394         | Carrie | Stephen King                                                                              | |
| 395         | Sofies Welt | Jostein Gaarder                                                                           | |
| 396         | Das Geisterhaus | Isabel Allende                                                                            | |
| 397         | Billard um halb zehn | Heinrich Böll                                                                             | |
| 398         | Der aufhaltsame Aufstieg des Arturo Ui                                                                                              | Bertolt Brecht                                                                            | |
| 399         | Der erste Mensch | Albert Camus                                                                              | |
| 400         | Jugend ohne Gott | Ödön von Horváth                                                                          | |
| 401         | Germania Tod in Berlin | Heiner Müller                                                                             | |
| 402         | Der Hobbit | J. R. R. Tolkien                                                                          | |
| 403         | Der Vorleser | Bernhard Schlink                                                                          | |
| 404         | Der Sandmann | E. T. A. Hoffmann                                                                         | |
| 405         | Agnes | Peter Stamm                                                                               | |
| 406         | Frühlings Erwachen | Frank Wedekind                                                                            | |
| 407         | Jakob der Lügner | Jurek Becker                                                                              | |
| 408         | Das siebte Kreuz | Anna Seghers                                                                              | |
| 409         | Am kürzeren Ende der Sonnenallee | Thomas Brussig                                                                            | |
| 410         | Das Tagebuch | Anne Frank                                                                                | |
| 411         | Ein Volksfeind | Henrik Ibsen                                                                              | |
| 412         | Der Talisman | Johann Nepomuk Nestroy                                                                    | |
| 413         | Helden wie wir | Thomas Brussig                                                                            | |
| 414         | Der Kontrabass | Patrick Süskind                                                                           | |
| 415         | Medea: Stimmen | Christa Wolf                                                                              | |
| 416         | Im Krebsgang | Günter Grass                                                                              | |
| 417         | Der Proceß | Franz Kafka                                                                               | |
| 418         | Der eingebildete Kranke – Le Malade imaginaire                                                                                      | Molière                                                                                   | |
| 419         | Das Versprechen | Friedrich Dürrenmatt                                                                      | |
| 420         | Sansibar oder der letzte Grund | Alfred Andersch                                                                           | |
| 421         | Michael Kohlhaas | Heinrich von Kleist                                                                       | |
| 422         | Die schwarze Spinne | Jeremias Gotthelf                                                                         | |
| 423         | Die unerträgliche Leichtigkeit des Seins                                                                                            | Milan Kundera                                                                             | |
| 424         | Das Tagebuch 1933–1945. Eine Auswahl für junge Leser                                                                                | Victor Klemperer                                                                          | |
| 425         | Das Erdbeben in Chili | Heinrich von Kleist                                                                       | |
| 426         | Der geteilte Himmel | Christa Wolf                                                                              | |
| 427         | Die Entdeckung der Langsamkeit | Sten Nadolny                                                                              | |
| 428         | Fräulein Else | Arthur Schnitzler                                                                         | |
| 429         | Ich knall euch ab! | Morton Rhue                                                                               | |
| 430         | Faust I und II – Materialien | Johann Wolfgang von Goethe                                                                | Materialienband |
| 431         | Der Club der toten Dichter | Nancy H. Kleinbaum                                                                        | |
| 432         | Die Verwandlung | Franz Kafka                                                                               | |
| 433         | Im Westen nichts Neues | Erich Maria Remarque                                                                      | |
| 434         | Bronsteins Kinder | Jurek Becker                                                                              | |
| 435         | Hiob. Roman eines einfachen Mannes                                                                                                  | Joseph Roth                                                                               | |
| 436         | About a Boy | Nick Hornby                                                                               | |
| 437         | Mephisto – Roman einer Karriere | Klaus Mann                                                                                | |
| 438         | Der Verdacht | Friedrich Dürrenmatt                                                                      | |
| 439         | Der fremde Freund/Drachenblut | Christoph Hein                                                                            | |
| 440         | Wallenstein | Friedrich von Schiller                                                                    | Wallensteins Lager, Die Piccolomini und Wallensteins Tod |
| 441         | Der Hofmeister | Jakob Michael Reinhold Lenz                                                               | |
| 442         | Hundejahre | Günter Grass                                                                              | |
| 443         | Der Zauberberg | Thomas Mann                                                                               | |
| 444         | Die Verwirrungen des Zöglings Törleß                                                                                                | Robert Musil                                                                              | |
| 445         | Top Dogs | Urs Widmer                                                                                | |
| 446         | Der Verlorene | Hans-Ulrich Treichel                                                                      | |
| 447         | Das kunstseidene Mädchen | Irmgard Keun                                                                              | |
| 448         | Lenz | Georg Büchner                                                                             | |
| 449         | Der Hessische Landbote | Georg Büchner                                                                             | |
| 450         | Fahrenheit 451 | Ray Bradbury                                                                              | |
| 451         | Prinz Friedrich von Homburg | Heinrich von Kleist                                                                       | |
| 452         | The Tortilla Curtain | T.C. Boyle                                                                                | |
| 453         | Was vom Tage übrig blieb – The Remains of the Day                                                                                   | Kazuo Ishiguro                                                                            | |
| 454         | Professor Unrat | Heinrich Mann                                                                             | |
| 455         | Das Schloss | Franz Kafka                                                                               | |
| 456         | Bekenntnisse des Hochstaplers Felix Krull                                                                                           | Thomas Mann                                                                               | |
| 457         | Faserland | Christian Kracht                                                                          | |
| 458         | Mond über Manhattan | Paul Auster                                                                               | |
| 459         | Hedda Gabler | Henrik Ibsen                                                                              | |
| 460         | Kunst – Art | Yasmina Reza                                                                              | |
| 461         | Die Marquise von O.... | Heinrich von Kleist                                                                       | |
| 462         | Simple Storys | Ingo Schulze                                                                              | |
| 463         | Lieutenant Gustl | Arthur Schnitzler                                                                         | |
| 464         | Demian | Hermann Hesse                                                                             | |
| 465         | Siddhartha | Hermann Hesse                                                                             | |
| 466         | Ein Bericht für eine Akademie | Franz Kafka                                                                               | |
| 467         | Geschichten aus dem Wiener Wald | Ödön von Horváth                                                                          | |
| 468         | Ein Gespräch im Hause Stein über den abwesenden Herrn von Goethe                                                                    | Peter Hacks                                                                               | |
| 469         | Der Verbrecher aus verlorener Ehre                                                                                                  | Friedrich von Schiller                                                                    | |
| 470         | Tristan | Thomas Mann                                                                               | |
| 471         | Die Klavierspielerin | Elfriede Jelinek                                                                          | |
| 472         | Tauben im Gras | Wolfgang Koeppen                                                                          | |
| 473         | Der Steppenwolf | Hermann Hesse                                                                             | |
| 474         | Der goldne Topf | E. T. A. Hoffmann                                                                         | |
| 475         | Am Beispiel meines Bruders | Uwe Timm                                                                                  | |
| 476         | Maria Magdalena | Franz Xaver Kroetz                                                                        | |
| 477         | Chronik eines angekündigten Todes                                                                                                   | Gabriel García Márquez                                                                    | |
| 478         | To Kill a Mockingbird | Harper Lee                                                                                | |
| 479         | A Star Called Henry | Roddy Doyle                                                                               | |
| 480         | A Rose for Emily und Driving Miss Daisy                                                                                             | William Faulkner und Alfred Uhry                                                          | |
| 481         | Traumnovelle | Arthur Schnitzler                                                                         | |
| 482         | Moon Palace | Paul Auster                                                                               | Englischsprachige Ausgabe. Komplette Übersetzung vom deutschsprachigen Band 458. |
| 483         | A Star Called Henry | Roddy Doyle                                                                               | Englischsprachige Ausgabe. Komplette Übersetzung vom deutschsprachigen Band 479. |
| 484         | In seiner frühen Kindheit ein Garten                                                                                                | Christoph Hein                                                                            | |
| 485         | Brave New World | Aldous Huxley                                                                             | Englischsprachige Ausgabe. |
| 486         | The White Tiger | Aravind Adiga                                                                             | |
| 487         | Monsieur Ibrahim et les fleurs du Coran                                                                                             | Éric-Emmanuel Schmitt                                                                     | |
| 488         | Le Voyage d’Hector ou la recherche du bonheur                                                                                       | François Lelord                                                                           | |
| 489         | The Prime of Miss Jean Brodie | Muriel Spark                                                                              | |
| 490         | Die Vermessung der Welt | Daniel Kehlmann                                                                           | |
| 491         | Die dunkle Seite des Mondes | Martin Suter                                                                              | |
| 492         | The Crucible – Hexenjagd | Arthur Miller                                                                             | |
| 493         | Tschick | Wolfgang Herrndorf                                                                        | |
| 494         | Huis clos – Geschlossene Gesellschaft                                                                                               | Jean-Paul Sartre                                                                          | |
| 495         | Half Broke Horses | Jeannette Walls                                                                           | |
| 496         | norway.today | Igor Bauersima                                                                            | |
| 497         | Der Verschollene (Amerika) | Franz Kafka                                                                               | |
| 498         | Das Schicksal ist ein mieser Verräter                                                                                               | John Green                                                                                | |
| 499         | Fabian. Die Geschichte eines Moralisten                                                                                             | Erich Kästner                                                                             | |

## Liste der Königs Erläuterungen Spezial
| Band-Nr. | Titel                                                              | Inhalt & Anmerkungen |
| -------- | ------------------------------------------------------------------ | --- |
| 3031     | Naturlyrik vom Mittelalter bis zur Gegenwart                       | Folgende Autoren und Gedichte werden behandelt: Neidhart von Reuental – Uf dem berge und in dem tal (13. Jh.); Friedrich Spee – Anders Liebgesang der gespons JESV. Zum Anfang der Sommerzeit (1649); Barthold Heinrich Brockes – Die kleine Fliege (1736); Johann Wolfgang von Goethe – Auf dem See (1775) und Die Metamorphose der Pflanzen (1798); Friedrich Hölderlin – Die Eichbäume (1797); Clemens Brentano – Sprich aus der Ferne (1801); Joseph von Eichendorff – Mittagsruh (1812/14); Eduard Mörike – Er ist’s (1829); Friedrich Hebbel – Sommerbild (1844); Theodor Storm – Abseits (1848); Gottfried Keller – Winternacht (1851); Conrad Ferdinand Meyer – In der Dämmerung (1864) und Schwüle (1864); Detlev von Liliencron – April (1889); Max Dauthendey – Blütenleben (1893); Arno Holz – Hinter blühenden Apfelbaumzweigen (1898); Stefan George – Komm in den totgesagten park (1897); Ernst Stadler – Vorfrühling (1914); Oskar Loerke – Pansmusik (1929); Bertolt Brecht – Finnische Landschaft (1940); Günter Eich – [WALD, BESTAND AN BÄUMEN, ZÄHLBAR] (entst. zw. 1945 und 1950); Ingeborg Bachmann – Entfremdung (entst. zw. 1948 und 1953); Wilhelm Lehmann – Februarmond (1954); Hilde Domin – Losgelöst (entst. zw. 1959 und 1961); Max von der Grün – Unter Tag (1960); Jürgen Becker – Gedicht, sehr früh (1974); Rose Ausländer – Blatt II (1977); Wolf Biermann – Und als wir ans Ufer kamen (1978); Durs Grünbein – Biologischer Walzer (1994) Epochenblätter Lyrik des Mittelalters (750–1500); Lyrik des Barock (1600–1720); Lyrik der Klassik (1786–1805); Lyrik der Romantik (1790/95–1830); Lyrik des Realismus (1848–1890); Lyrik der Jahrhundertwende (1890–1914); Lyrik des Expressionismus (1910–1925); Lyrik zwischen 1945 und 1960; Lyrik von 1960 bis heute |
| 3032     | Lyrik der Romantik                                                 | Ludwig Tieck – Melancholie; Novalis (Friedrich von Hardenberg) – Hymnen an die Nacht; Friedrich Schlegel – Weise des Dichters im Vergleich mit Marie Luise Kaschnitz: Ein Gedicht; August Wilhelm Schlegel – Die himmlische Mutter; Dorothea Schlegel – Draußen so heller Sonnenschein; Friedrich Wilhelm Joseph Schelling – Lied; Clemens Brentano – Sprich aus der Ferne, Hörst du, wie die Brunnen rauschen im Vergleich mit Joseph von Eichendorffs: Zauberei der Nacht; Karoline von Gunderrode – Liebe; Sophie Mereau-Brentano – In Tränen geh ich nun allein; Adelbert von Chamisso – Die Sonne bringt es an den Tag; Joseph von Eichendorff – Ihm ist’s verliehn, Stimmen der Nacht im Vergleich mit Ingeborg Bachmanns: Entfremdung, Mittagsruh; Heinrich Heine – Belsazar, Ich steh auf des Berges Spitze |
| 3033     | Lyrik des Expressionismus                                          | Jakob van Hoddis – Weltende; Else Lasker-Schüler – Heimweh; Gottfried Benn – Morgue I: Kleine Aster; Georg Heym – Der Krieg I; Vergleich von Georg Heyms – Die Stadt und Rolf Dieter Brinkmanns: Gedicht; Georg Trakl – In ein altes Stammbuch, Verfall; Alfred Lichtenstein – Abschied; Ernst Stadler – Vorfrühling; August Stramm – Untreu; Ernst Toller – Mütter; Johannes R. Becher – An Berlin |
| 3034     | Deutsche Liebeslyrik vom Barock bis zur Gegenwart                  | Martin Opitz – Francisci Petrarchae; Paul Fleming – Wie Er wolle geküsset seyn; Christian Hofmann von Hofmannswaldau – Auff den Mund & Sonnet. Vergänglichkeit der Schönheit; Johann Wolfgang von Goethe – Willkommen und Abschied, Der Fischer; Friedrich Wilhelm Joseph Schelling – Lied; Clemens Brentano – Der Spinnerin Nachtlied; Sophie Mereau-Brentano – In Tränen geh ich nun allein; Karoline von Günderrode – Liebe; Joseph von Eichendorff – Trennung; Eduard Mörike – An die Geliebte uns Das verlassene Mägdlein; Annette von Droste-Hülshoff – Brennende Liebe; Frank Wedekind – Ilse und Wendla; Richard Dehmel – Entbietung; Otto Julius Bierbaum – Traum durch die Dämmerung; Ricarda Huch – Du kamst zu mir; Rainer Maria Rilke – Liebes-Lied; Else Lasker-Schüler – Ein alter Tibetteppich; August Stramm – Untreu; Gottfried Benn – Liebe; Erich Kästner – Sachliche Romanze; Bertolt Brecht – Entdeckung an einer jungen Frau und Sonett Nr. 19; Gertrud Kolmar – Nächte; Marie Luise Kaschnitz – Am Strande; Ingeborg Bachmann – Die gestundete Zeit und Erklär mir, Liebe; Hilde Domin – Magere Kost; Günter Grass – Ehe; Nelly Sachs – Gebete für den toten Bräutigam; Nicolas Born – Drei Wünsche; Ursula Krechel – Episode am Ende; Sarah Kirsch – Die Luft riecht schon nach Schnee; Erich Fried – Nähe; Ulla Hahn – Mit Haut und Haar; Herbert Grönemeyer – Flugzeuge im Bauch; Enno Stahl – Ohrgasmisch + (ver)lustig; Nora Gomringer – Liebesrost |
| 3035     | Lyrik des Barock                                                   | Martin Opitz – Francisci Petrarchae, Das Fieberliedlin, Auff den ersten Januarij; Andreas Gryphius – Thränen in schwerer Kranckheit, An sich selbst; Paul Fleming – An Sich; Simon Dach – Die Sonne rennt mit prangen; Philipp von Zesen – Palm-baum der höchst-löblichen Frucht-bringenden Gesellschaft zuehren aufgerichtet; Christian Hofmann von Hofmannswaldau – Sonnet. Vergänglichkeit der Schönheit, Auff den Mund; Johann Christian Günther – Abschieds-Aria; Friedrich von Logau – Epigramme aus Deutscher Sinn-Getichte Drey Tausend; Angelus Silesius, eigentl. Johannes Scheffler – Epigramme aus Cherubinischer Wandersmann; Paul Gerhardt – Sommer-Gesang (Geh aus mein Hertz und suche Freud); Friedrich Spee – Anders Liebgesang der gespons JESV. Zum Anfang der Sommerzeit |
| 3036     | Lyrik des Exils                                                    | Rose Ausländer – Bruder im Exil, Blatt; Bertolt Brecht – Über die Bezeichnung Emigranten, Schlechte Zeit für Lyrik, An die Nachgeborenen; Paul Celan – Todesfuge; Hilde Domin – Ziehende Landschaft, Losgelöst; Louis Fürnberg – Böhmen; Yvan Goll – Lied der Unbesiegten; Oskar Maria Graf – Brief eines Emigranten an seine Tochter; Mascha Kaléko – Emigranten-Monolog; Alfred Kerr – Der Hausknecht; Irmgard Keun – Abendstimmung in Scheveningen; Gertrud Kolmar – Nächte, Im Lager; Werner Kraft – Abendblick auf Jerusalem; Karl Kraus – Man frage nicht; Else Lasker-Schüler – Heimweh, Mein blaues Klavier; Nelly Sachs – Chor der Geretteten; Hans Sahl – Zwischen Tours und Poitiers; Peter Weiss – Im Kreise gelaufen |
| 3037     | Lyrik der Klassik                                                  | Johann Wolfgang Goethe – Auf dem See, Der Zauberlehrling, Natur und Kunst, Gesang der Geister über den Wassern, Mignon, Das Göttliche, Der Gott und die Bajadere, Die Braut von Korinth, Die Metamorphose der Pflanzen, Urworte Orphisch Friedrich von Schiller – Die Götter Griechenlands, Die Worte des Glaubens, Ring des Polykrates, Die Bürgschaft, Nänie, Das Lied von der Glocke Friedrich Hölderlin – Die Eichbäume, Hälfte des Lebens |
| 3038     | Lyrik der Gegenwart                                                | Konkrete/visuelle Poesie: Hans Carl Artmann – ein django der muss haben; Ernst Jandl – wien: heldenplatz Politische Lyrik: Erich Fried – Beim Nachdenken über Vorbilder; Rolf Haufs – Jeden Tag: Und als wir ans Ufer kamen; Friedrich Christian Delius – Hymne; Peter-Paul Zahl – panhumanismus; Lutz Rathenow – Jemand Alltagslyrik/Neue Subjektivität: Rose Ausländer – Blatt II; Jürgen Becker – Gedicht, sehr früh; Christoph Meckel – Rede vom Gedicht; Nicolas Born – Drei Wünsche; Rolf Dieter Brinkmann – Gedicht; Ursula Krechel – Episode am Ende Postmoderne: Karl Krolow – Neues Wesen; Durs Grünbein – Nostalgischer Krebs; Markus Köhle – China 285 |
| 3039     | Lyrik des Realismus                                                | Annette von Droste-Hülshoff – Im Grase; Eduard Mörike – Fußreise, Das verlassene Mägdlein, An die Geliebte; Friedrich Hebbel – An den Tod, Mysterium, Sommerbild; Theodor Storm – Abseits, Meeresstrand, Geh nicht hinein; Gottfried Keller – Winternacht, Die Zeit geht nicht, Land im Herbste; Theodor Fontane – Archibald Douglas, Herr von Ribbeck auf Ribbeck im Havelland, Auf dem Matthäikirchhof; Conrad Ferdinand Meyer – In der Dämmerung, Schwüle, Die Rose von Newport |
| 3040     | Mythos Ödipus                                                      | Sophokles – König Ödipus; Sophokles – Ödipus auf Kolonos; Max Frisch – Homo faber; Bernhard Schlink – Der Vorleser; Sigmund Freud und die Theorie vom Ödipuskomplex |
| 3041     | Mythos Antigone                                                    | Sophokles – Antigone; Jean Anouilh – Antigone; Bertolt Brecht – Die Antigone des Sophokles; Rolf Hochhuth – Die Berliner Antigone; Alfred Döblin – November 1918; Elisabeth Langgässer – Die getreue Antigone; Grete Weil – Meine Schwester Antigone |
| 3042     | Mythos Faust                                                       | Volksbuch Historia von D. Johann Fausten dem weitbeschreyten Zauberer und Schwarzkünstler; Christopher Marlowe – Die tragische Historie vom Doktor Faustus; Gotthold Ephraim Lessing – Faust; Friedrich Maximilian Klinger – Fausts Leben, Taten und Höllenfahrt; Johann Wolfgang von Goethe – Urfaust; Johann Wolfgang von Goethe – Faust. Tragödie Erster Teil; Johann Wolfgang von Goethe – Faust. Der Tragödie Zweiter Teil; Thomas Mann – Doktor Faustus |
| 3043     | Mythos Medea                                                       | Euripides – Medea; Franz Grillparzer – Das goldene Vließ; Christa Wolf – Medea; Übersicht über einige weitere Medea-Bearbeitungen (Seneca, Corneille, Anouilh, Jahnn, Müller); Pier Paolo Pasolini – Medea (Film) |
| 3054     | Heine. Das lyrische Schaffen                                       | Belsatzar; Die Grenadiere; Ich weiß nicht, was soll es bedeuten (Loreley); Leise zieht durch mein Gemüt; Lebensfahrt; Nachtgedanken; Die schlesischen Weber; Doktrin; Der Apollogott (I); Der Asra; Enfant perdu; Zum Lazarus 10 |
| 3055     | Benn. Das lyrische Schaffen                                        | Gefilde der Unseligen; Kleine Aster; Schöne Jugend; Mann und Frau gehn durch die Krebsbaracke; Saal der kreißenden Frauen; Drohungen; Curettage; Chaos; Astern; Ein Wort; Welle der Nacht; Menschen getroffen |
| 3057     | Kästner. Das lyrische Schaffen                                     | Nachtgesang des Kammervirtuosen; Jahrgang 1899; Kennst Du das Land, wo die Kanonen blühn?; Chor der Fräuleins; Sachliche Romanze; Jardin du Luxembourg; Lessing; Die andre Möglichkeit; Sogenannte Klassefrauen; Das Eisenbahngleichnis; Notwendige Antwort auf überflüssige Fragen; Der September |
| 3059     | Eichendorff. Das lyrische Schaffen                                 | An die Tiroler; Zwielicht; Frische Fahrt; Abschied (O Täler weit, o Höhen); Lied (Das zerbrochene Ringlein, In einem kühlen Grunde); Der irre Spielmann; Die Heimat. An meinen Bruder; Exkurs: Auf meines Kindes Tod, Nr. 4; Sehnsucht (Es schienen so golden die Sterne); Exkurs: Die zwei Gesellen – Der stille Grund Mondnacht; Exkurs: Weihnachten und In Danzig; Wünschelrute |
| 3060     | Bertolt Brecht. Das lyrische Schaffen                              | Legende vom toten Soldaten; Erinnerung an die Marie A.; Fragen eines lesenden Arbeiters; Der liebe Gott sieht alles. (Was ein Kind gesagt bekommt); An die Nachgeborenen; Über das bürgerliche Trauerspiel; Der Hofmeister von Lenz; Die Pappel vom Karlsplatz; Kinderhymne; Als ich nachher von dir ging; Der Blumengarten; Der Rauch; Der Radwechsel |
| 3061     | Trakl. Das lyrische Schaffen                                       | Andacht; An die Schwester; An einem Fenster; Confiteor; De profundis; Der Gewitterabend; Die schöne Stadt; Grodek; Im Winter; Kaspar Hauser Lied; Verfall; Vorstadt im Föhn |
| 3062     | Rainer Maria Rilke. Das lyrische Schaffen                          | Volksweise; Was wirst du tun, Gott, wenn ich sterbe?; Herbsttag; Römische Fontäne; Das Karussell; Archaïscher Torso Apollos; An Hölderlin; Duineser Elegien, Die achte Elegie; Die Sonette an Orpheus, Zweiter Teil, VI; An der sonngewohnten Straße; Rose, oh reiner Widerspruch |
| 3063     | Friedrich Schiller. Das lyrische Schaffen                          | Der Abend (1776); Die Kindsmoerderin (1782); An die Freude (1785); Der Tanz (1795); Der Spaziergang (1795); Der erhabene Stoff (1796); Dithyrambe (Der Besuch) (1796); Die Worte des Glaubens (1797); Die Kraniche des Ibycus (1797); Naenie (1799); Die Bürgschaft (1799) |
| 3064     | Johann Wolfgang von Goethe. Das lyrische Schaffen                  | Heidenröslein; Willkommen und Abschied; Prometheus; An den Mond; Ein Gleiches (Wandrers Nachtlied); Erlkönig; Ilmenau; Römische Elegien V; Epigramme. Venedig 1790 (Venezianische Epigramme, Nr. 66); Natur und Kunst; Gefunden; Urworte. Orphisch; West-östlicher Divan; Selige Sehnsucht (aus: West-östlicher Divan); Gingo biloba (aus: West-östlicher Divan); Elegie (aus: Trilogie der Leidenschaft) |
| 3090     | Reisen – unterwegs sein. Lyrik vom Barock bis zur Gegenwart        | |
| 3091     | Wir tanzen nicht nach Führers Pfeife von Elisabeth Zöller          | |
| 3092     | Goethes Faust – Die „Gretchen“-Tragödie im historischen Kontext    | |
| 3093     | Ins Nordlicht blicken von Cornelia Franz                           | |
| 3094     | Abschied von Sidonie von Erich Hackl                               | |
| 3095     | Running Man von Michael Gerard Bauer                               | |
| 3096     | Franz Kafka. Erzählungen und kurze Prosa                           | Das Urteil; In der Strafkolonie; Vor dem Gesetz; Auf der Galerie; Der Kübelreiter; Ein Landarzt; Schakale und Araber; Eine kaiserliche Botschaft; Die Sorge des Hausvaters; Kleine Fabel / Ein Kommentar [Gibs auf!]; Ein Hungerkünstler; Von den Gleichnissen [„Viele beklagten sich …“]; Josefine, die Sängerin oder Das Volk der Mäuse |
| 3097     | Zweier ohne von Dirk Kurbjuweit                                    | |
| 3098     | Nathan und seine Kinder von Mirjam Pressler                        | |
| 3099     | Grafeneck von Rainer Gross                                         | |
| 3100     | American Beauty                                                    | Filmanalyse |
| 3101     | The Truman Show                                                    | Filmanalyse |
| 3102     | Four Weddings and a Funeral – Vier Hochzeiten und ein Todesfall    | Filmanalyse |
| 3120     | A Lesson Before Dying von Ernest J. Gaines                         | |
| 3122     | The Great Gatsby von F. Scott Fitzgerald                           | |
| 3123     | Crash von Paul Haggis                                              | in englischer Sprache |
| 3124     | Meine Schwester Sara von Ruth Weiss                                | |
| 3125     | The Absolutely True Diary of a Part-Time Indian von Sherman Alexie | in englischer Sprache |
| 3126     | Die Marquise von O... von Heinrich von Kleist                      | NRW-Ausgabe |
| 3127     | Gran Torino von Clint Eastwood                                     | |
| 3128     | Crooked Letter, Crooked Letter von Tom Franklin                    | in englischer Sprache |
| 3129     | Das Haus in der Dorotheenstraße von Hartmut Lange                  | |
| 3130     | Sommerhaus, später von Judith Hermann                              | |
| 3131     | Dschihad Online von Morton Rhue                                    | |
| 3132     | Mother to Mother von Sindiwe Magona                                | in englischer Sprache |
| 3133     | Lyrik der Nachkriegszeit                                           | „Trümmerlyrik“, Naturlyrik: Günter Eich – Inventur, WALD, BESTAND AN BÄUMEN, ZÄHLBAR im Vergleich mit Hölderlins: Die Eichbäume; Wilhelm Lehmann – Februarmond; Johannes Bobrowski – Wiederkehr; Karl Krolow – Terzinen vom früheren Einverständnis mit aller Welt Magisch-hermetische Lyrik: Paul Celan – Todesfuge; Ingeborg Bachmann – Die gestundete Zeit; Nelly Sachs – Chor der Geretteten; Gottfried Benn – Reisen Konkrete/visuelle Poesie: Eugen Gomringer – Schweigen; Ernst Jandl – urteil; Helmut Heißenbüttel – c (konjunktivisch) Politische Lyrik: Max von der Grün – Unter Tag; Bertolt Brecht – An die Nachgeborenen, Kinderhymne; Günter Grass – Kinderlied; Hans Magnus Enzensberger – Bildzeitung; Hilde Domin – Losgelöst |
| 3134     | Mano. Der Junge, der nicht wusste, wo er war von Anja Tuckermann   | |
| 3135     | Fahrenheit 451 von Ray Bradbury                                    | |
| 3136     | The Giver von Lois Lowry                                           | |
| 3137     | Nichts. Was im Leben wichtig ist von Janne Teller                  | |
| 3138     | Krabat von Otfried Preußler                                        | |
| 3139     | No & ich von Delphine de Vigan                                     | |
| 3140     | A Raisin in the Sun von Lorraine Hansberry                         | |
| 3141     | Der Sonne nach von Gabriele Clima                                  | |
| 3142     | Herzsteine von Hanna Jansen                                        | |
| 3143     | Löcher von Louis Sachar                                            | |
| 3145     | Blackbird von Matthias Brandt                                      | |
| 4144     | Goethes Faust zwischen Gott und Teufel                             | |

## Liste der Hamburger Lesehefte Plus
Seit 2019 besteht eine Kooperation zwischen dem Hamburger Lesehefte Verlag und dem C. Bange Verlag. Aus dieser Kooperation heraus ist die Reihe „Hamburger Lesehefte Plus“ entstanden. Die Hamburger Lesehefte und die Königs Materialien gibt es nun in einem Band.
| Band Nr. | Titel                           | Autor                      |
| -------- | ------------------------------- | -------------------------- |
| 526      | Das Fräulein von Scuderi        | E. T. A. Hoffmann          |
| 527      | Romeo und Julia auf dem Dorfe   | Gottfried Keller           |
| 524      | Bahnwärter Thiel                | Gerhart Hauptmann          |
| 525      | Hamlet                          | William Shakespeare        |
| 522      | Antigone                        | Sophokles                  |
| 523      | Romeo und Julia                 | William Shakespeare        |
| 521      | Frühlings Erwachen              | Frank Wedekind             |
| 520      | Das Marmorbild                  | Joseph von Eichendorff     |
| 516      | Woyzeck                         | Georg Büchner              |
| 514      | Der goldne Topf                 | E.T.A. Hoffmann            |
| 517      | Aus dem Leben eines Taugenichts | Joseph von Eichendorff     |
| 518      | Kleider machen Leute            | Gottfried Keller           |
| 519      | Die Marquise von O...           | Heinrich von Kleist        |
| 515      | Wilhelm Tell                    | Friedrich von Schiller     |
| 508      | Irrungen, Wirrungen             | Theodor Fontane            |
| 509      | Iphigenie auf Tauris            | Johann Wolfgang von Goethe |
| 510      | Der Sandmann                    | E.T.A. Hoffmann            |
| 511      | Emilia Galotti                  | Gotthold Ephraim Lessing   |
| 512      | Maria Stuart                    | Friedrich von Schiller     |
| 513      | Der Schimmelreiter              | Theodor Storm              |
| 503      | Die Räuber                      | Friedrich Schiller         |
| 504      | Kabale und Liebe                | Friedrich Schiller         |
| 501      | Nathan der Weise                | Gotthold Ephraim Lessing   |
| 507      | Die Verwandlung                 | Franz Kafka                |
| 502      | Faust I                         | Johann Wolfgang von Goethe |
| 506      | Die Leiden des jungen Werther   | Johann Wolfgang von Goethe |
| 505      | Dantons Tod                     | Georg Büchner              |

## Königs Erläuterungen – Das Lektürehilfen-Portal
Das Lektürehilfen-Portal gehört seit Anfang 2020 zum digitalen Angebot des C. Bange Verlags. Schüler, Lehrer und Literaturinteressierte sollen die Möglichkeit haben, sofort an die gewünschten Inhalte zu kommen. Dabei spielt es keine Rolle, wo sich der Nutzer gerade aufhält. Der große Vorteil ist, dass viele Zusatzmaterialien bereitgestellt werden, die das Lernen vereinfachen bzw. den Inhalt leichter verstehen lassen. Das Lektürehilfen-Portal wird immer weiter ausgebaut und bleibt nicht stehen.